# Папины дочки
«Па́пины до́чки» — российский комедийный телесериал (ситком) производства компаний «Киноконстанта», «КостаФильм» и Yellow, Black and White по заказу СТС. Оригинальный российский ситком, авторы идеи — Вячеслав Муругов и Александр Роднянский. В изначальной основе сюжета сериала лежит история отца-одиночки, воспитывающего пять дочек.
Показ сериала шёл с 3 сентября 2007 года по 30 апреля 2013 года. Сериал был одним из самых высокорейтинговых проектов телеканала СТС и четырежды получал телевизионную награду «ТЭФИ».
С 18 сентября 2023 года на телеканале СТС транслируется сиквел и спин-офф сериала под названием «Папины дочки. Новые». Производством проекта занимаются СТС и Start. 29 декабря 2023 года состоялась премьера полнометражного фильма «Папины дочки. Новогодние». 30 октября в прокат выйдет фильм «Папины Дочки. В кино».

## Сюжет

### 1-7 сезоны
Главный герой — семейный психотерапевт из маленькой частной клиники Сергей Васнецов, который оказался в плачевной жизненной ситуации. Жена ушла от него к хоккеисту и оставила на его попечении пять дочек:
- Маша — старшая из сестёр (в начале сериала 17 лет), большая модница и сердцеедка. Постоянно ходит по кафе, ночным клубам и тратит деньги на вещи и косметику. Мечтает поступить в театральный вуз и стать знаменитой актрисой. Маша может очаровать любого парня, чем постоянно пользуется. Часто встречается с несколькими парнями сразу. Несмотря на видимость ветреного характера, Маша после побега мамы взяла на себя большинство её обязанностей.
- Даша — вторая по старшинству (в начале сериала 16 лет), стереотипный гот, её готический псевдоним — Тарантул. Постоянно носит одежду чёрного цвета, слушает тяжёлый рок и обожает фильмы ужасов. Даша — вечная двоечница, хитрая, эгоистичная и безответственная, но при этом обладает отличным чувством юмора. В школе друзей у неё нет, за исключением сестёр и Ильи Полежайкина. Дома у Даши частые ссоры с Машей из-за разных взглядов на жизнь, более того, девушки делят общую комнату, что только добавляет поводов для ссор.
- Женя — третья дочь (в начале сериала почти 14 лет), спортсменка, пацанка. Занимается, кажется, всеми видами спорта, но больше всего любит футбол. Гордость школы за свои спортивные достижения. Девушка обладает внушительной физической силой, чем постоянно пользуется в семье и за её пределами. Предпочитает дружить с парнями, а не встречаться с ними. Однако в 4 сезоне у неё всё-таки появляется парень — Евгений.
- Галина Сергеевна — четвёртая дочь (в начале сериала 12 лет), эрудит и вундеркинд. Несмотря на юный возраст, учится в 10 классе вместе с Дашей, сдав экстерном программу сразу за три класса. Гордость школы и семьи Васнецовых. К ней все обращаются по имени-отчеству. Галина Сергеевна постоянно делает уроки за всех сестёр и иногда даёт списывать одноклассникам. Очень ответственная и принципиальная. Может найти выход практически из любой проблемной ситуации. В школе встречает Илью Полежайкина, двоечника и хулигана, с которым у неё складываются сначала дружеские, а потом и романтические отношения.
- Полина (Пуговка) — самая младшая дочка (в начале сериала 5 лет). Творческая девочка, обожает рисовать. Как и все дети, любит шоколад и другие сладости. Почти не расстаётся с большим плюшевым мишкой Бубликом, относится к нему как к лучшему другу и члену семьи. Поскольку Полина много времени проводит со взрослыми сёстрами, она часто копирует их манеру речи и поведение.

Несмотря на частые ссоры, разные увлечения и характеры, сёстры всегда готовы объединиться и прийти на помощь папе и друг другу. Иногда Васнецовым помогает проживающая с ними на одной лестничной площадке Антонина Семёновна — бабушка девочек и тёща Сергея. Однако бо́льшую часть времени она посвящает науке. Вдобавок у Сергея с тёщей непростые отношения из-за её властного характера. Хлопот добавляют также друг Васнецова стоматолог Антонов, постоянно скрывающий свои любовные похождения от жены, и секретарша Тамара, которая предпочитает отлынивать от работы, но при этом постоянно требует от начальника премии.
Между тем у Сергея Васнецова проблемы на работе (мало клиентов) и отсюда трудности с деньгами. Но однажды ему везёт по-крупному: его клиенткой становится богатая дама с Рублёвки Оксана Федотова, у которой есть всё, кроме семейного счастья. Оксана мечтает о ребёнке, но её муж, олигарх Василий Федотов, вначале был категорически против. Тем не менее после месячного сожительства и платонического романа с Сергеем она выясняет, что беременна от Василия, и Федотовы в начале 3 сезона мирятся. В самой семье Васнецовых тоже со временем происходят перемены: Сергей, который поначалу почти ничего не знал о жизни своих детей, постепенно погружается в проблемы дочек и их воспитание. Девочки же, привыкшие к вечной опеке и к жизни на всём готовом, становятся более заботливыми и самостоятельными.
Дополнительным источником комичных ситуаций является школа, где учатся сёстры Васнецовы. Так, директор школы Таисия Кирилловна частенько пользуется своим служебным положением, а при различных проверяющих играет роль гоголевского городничего. Или например, увлечённая поэзией и немного чудаковатая учительница литературы Людмила Михайловна после знакомства с Сергеем Васнецовым проявляет к нему симпатию, на которую тот старается не реагировать.
В 5 сезоне Маша сдаёт выпускные экзамены в школе. На экзамен по физике вместо неё приходит Галина Сергеевна, представившаяся Машей. В 6 сезоне Маша проваливает вступительные испытания в театральное училище и в итоге становится студенткой Бауманки, куда её принимают по результатам высоких баллов за экзамен по физике. В начале 7 сезона у Федотовых рождается дочь Александра, Пуговка идёт в первый класс, а Женя расстаётся с Евгением, которого родители отправили учиться в Лондон.

### 7-13 сезоны
Через полтора года после ухода из семьи, прямо в новогоднюю ночь на 1 января 2009 года, возвращается из Канады мама девочек Людмила Васнецова (127 серия). Сергей, не простив жене измену, уезжает к родителям в Красноярск. Тем временем мама остаётся с дочерьми «один на один» и не знает, как к ним подступиться. За то время, пока её не было, все девочки повзрослели и изменились. Людмила открывает брачное агентство в том же помещении, где когда-то работал её муж, однако из-за финансовых сложностей вскоре вынуждена закрыть свой бизнес. Новый арендатор помещения Эдуард Владимирович предлагает ей работу в своей фирме — агентстве по организации праздников. И всё было бы хорошо, но Эдуард порой навязчиво проявляет знаки внимания Людмиле, что той не нравится.
Жизнь сестёр Васнецовых продолжает претерпевать изменения:
- Маша влюбляется в своего одногруппника Веника, талантливого физика и изобретателя. Это её первая по-настоящему сильная влюблённость. Однако Веник в итоге делает выбор в пользу Даши, после чего Маша решает уйти из Бауманки. Тогда же по стечению обстоятельств её берут учителем физики в школу № 69, хотя физику она практически не знает.
- В Дашу влюбляется Веник буквально с первого взгляда, однако та долгое время не отвечает ему взаимностью. В 9 сезоне, после того как движение готов превращают в официальную молодёжную организацию, Даша перестаёт относить себя к этой субкультуре. Тогда же меняется и её отношение к Венику, который становится ей симпатичен. Но в 10 сезоне он временно теряет память после удара током и забывает, в кого был влюблён[9]. После восстановления памяти Веник и Даша начинают встречаться (с 11 сезона). Между тем Даше не удаётся поступить в университет и она начинает работать лаборантом в школе № 69.
- Женя теперь совмещает учёбу не только со спортом, но и с работой: сначала она устраивается продавцом в спортивный магазин, затем — диджеем на радио «Активное», где её соведущим становится Денис Воронцов. Первое время Женя и Денис недолюбливают друг друга, но затем между ними вспыхивают чувства, которые оказываются прерваны призывом Воронцова в армию. Женя попадает под президентскую программу и уезжает учиться журналистскому мастерству в Йельский университет (США).
- Галина Сергеевна вместе с Полежайкиным после окончания школы поступают в Академию МВД на факультет по антикоррупционной деятельности. Галина помогает Илье адаптироваться к обучению в вузе. А в 13 сезоне олигарх Федотов буквально «заманивает» Галину Сергеевну в свой бизнес, чтобы она помогла сделать его более рентабельным.
- У Пуговки среди одноклассников появляется как друг — Коля, так и соперница — Диана, которую постоянно пытается выделить на фоне остальных классный руководитель Маргарита Яковлевна, являющаяся мамой Дианы.

Матери Веника Аэлите Степановне, живущей в боготворимом ею Санкт-Петербурге, не нравится Даша, как и всё московское. Она пытается отговорить сына от отношений c москвичкой. Это становится причиной продолжительной ссоры Даши и Веника в 12 сезоне. Для того чтобы помириться с Дашей, Веник в 250 серии делает ей предложение руки и сердца. Вскоре Антонина Семёновна получает от Михаила Казимировича предложение выйти за него замуж. В 270 серии одновременно происходят две свадьбы — Даши и Веника, а также Антонины Семёновны и Михаила Казимировича. На свадьбу приезжает Сергей Васнецов.

### 14 сезон
Сергей Васнецов, отсутствовавший в Москве чуть более года, прибыл только на свадьбу Даши, после которой он собирался уехать обратно в Красноярск. Но сёстры приступили к разработке и реализации различных планов с целью помешать его отъезду и помирить с мамой. Эдуард из-за неуплаты алиментов оказался вынужден продать агентство по организации праздников олигарху Федотову — с этого момента Сергей снова работает семейным психологом в прежнем офисе, но при этом теперь деля его с Людмилой. В конце сезона Сергей и Людмила мирятся. Спустя год у них появляется долгожданный сын Александр, у Даши с Веником рождается первенец — дочка Соня, Женя становится профессиональным журналистом, Галина Сергеевна всерьёз занимается наукой, а Маша снимается в комедийном сериале про семью Васнецовых.

### 15-16 сезоны
В 15—16 сезонах события сериала переносятся на несколько месяцев назад. После воссоединения семьи в квартире Васнецовых стало тесно, поэтому Даша с Веником и Галина Сергеевна с Машей переезжают в съёмные квартиры, расположенные на одной лестничной клетке. Веник испытывает на себе все прелести Дашиной беременности, а также берёт несколько подработок, чтобы обеспечить семью материально. В частности, он занимается репетиторством с Катей, дочерью малярши Зины, делающей за это ремонт в квартире Васильевых. Однако затея с репетиторством грозит обернуться провалом, так как уровень знаний Кати крайне низок. Тем временем сёстры Васнецовы погружаются в новые любовные интриги: Маша влюбляется в своего коллегу, учителя физики Павла Сергеевича; а тому, в свою очередь, нравится Галина Сергеевна. Ситуация становится ещё более запутанной, когда в Машу влюбляется Фил — журналист, работающий на телеканале олигарха Федотова. Характерной особенностью 15—16 сезонов является присутствие закадрового голоса рассказчика — каждая серия начинается с воспоминаний Маши, Даши, Галины Сергеевны или Пуговки.

### 17-18 сезоны
В 17—18 сезонах описывались события, произошедшие в семье Васнецовых спустя полгода после рождения Сонечки, дочки Даши и Веника. Васнецовы отмечают это событие не в полном составе — папа, мама, Пуговка и Женя в Красноярске, уехали они туда временно, пока в их московской квартире идёт ремонт. Маша снимается в сериале «Короткая любовь» и у неё появляется новый парень — десантник Вадим. Галина Сергеевна занимается научными исследованиями, но её научный руководитель Василий Михайлович оказывается не совсем честным человеком, готовым на различные махинации с целью финансового обогащения. Также Галина Сергеевна встречает нового друга — молодого учёного Максима.

### 19-20 сезоны
Всё семейство Васнецовых переезжает в подмосковный посёлок Лохово. Большой загородный дом, в котором они стали проживать, Сергею Васнецову помогает приобрести олигарх Федотов. С переездом меняется жизнь каждого члена семьи. Маша устраивается в театр актрисой. Даша и Веник погружаются в воспитание дочки Сони, совмещая это с учёбой и карьерой: Даша получает диплом массажистки, а Веник продолжает постигать науку. У Жени появляется новый возлюбленный (врач Юрий), но ей снова приходится покинуть отчий дом, чтобы продолжить учёбу в Йельском университете. Галина Сергеевна начинает встречаться с Иржи — принцем, причём настоящим. Пуговке покупают собаку породы бобтейл по кличке Граф. Сергей Васнецов работает семейным психологом в новом офисе с прежней секретаршей Тамарой, его жена Людмила «заведует» всем домашним хозяйством большой семьи, а вместе они воспитывают маленького сына, внучку и пять дочек.

## История создания

### 1-14 сезоны (2007—2010)
По словам продюсеров Вячеслава Муругова и Александра Роднянского, российская публика ждёт новых, оригинальных идей о российской жизни. Так, поиск российских тем привел их к идеям сериалов «Кадетство», «Ранетки», «Я лечу» и, собственно, «Папины дочки» (в стадии разработки сериал выступал под рабочим названием «Многодетный папа»).
На главную роль кандидатов было много, долгое время по разряду папы проходил Александр Самойленко, но позже актёр отказался от этой роли ввиду слишком напряжённого съёмочного графика; когда же ему поступило предложение сыграть друга главного героя, доктора Антонова (роль второго плана), он согласился. Также пробы на роль папы проходил Александр Цекало, благодаря рекомендации которого на роль олигарха Федотова был утверждён Александр Олешко. А на главную роль в итоге было решено утвердить Андрея Леонова — сына известного советского комедийного актёра Евгения Леонова. На роль Маши была утверждена молодая актриса Любовь Аксёнова, с которой успели отснять несколько сцен, но её отстранили, так как девушка выглядела очень молодо, практически как ровесница Жени. На роль Маши также пробовалась Анастасия Сиваева, но сами продюсеры увидели её именно в образе гота. На роль «Пуговки» на кастинге пробовалось около 200 девочек. Играть секретаршу Тамару должна была Галина Данилова, но ей тогда предложили более выгодную главную роль в ситкоме «Шаг за шагом». В итоге секретаршу сыграла актриса Татьяна Орлова, для которой роль стала знаковой и повысила её узнаваемость. Роль директора школы, исполненная Ниной Персияниновой, сначала планировалась как эпизодическая; но так как персонаж получился харизматичный — роль была продолжена.
Сами же съёмки начались 13 июля 2007 года. Сериал снимали в павильоне на территории московского Второго Механического завода на улице Кржижановского. Изначально сценаристы сериала планировали свести папу дочек с Оксаной, женой олигарха (в первых сериях даже говорилось, что Васнецов влюблён в неё). Однако, после завершения 1 сезона социологические исследования показали, что зрители хотят оставить главного героя отцом-одиночкой. В итоге Оксану пришлось вернуть к мужу. Первоначально планировалось отснять 60 серий телесериала, однако благодаря высоким рейтингам съёмки «Папиных дочек» были продолжены. Сериал принёс необыкновенную популярность его актёрам. Рейтинги ситкома повлияли и на его бюджет: если в 2007 году съёмка одной серии стоила 75 тысяч долларов, то со временем, к 2010 году, она подорожала до 100 тысяч долларов.
Между тем осенью 2008 года Андрей Леонов заявил об уходе из ситкома. Главная причина — большая нагрузка, ведь «Папиных дочек» тогда снимали быстрыми темпами, сезоны выходили в эфир практически вслед за съёмками.
Выход из создавшейся ситуации всё-таки был найден — сценарий уже написанных к тому времени серий пришлось переписать: по сюжету, в новогодних эпизодах 7-го сезона, в семью вернулась мама, а папа был вынужден уехать (в изначальном замысле появление мамы в сериале не предполагалось). С этого момента в анонсах сериал стали называть «Папины дочки. Ой, мамочка!» Роль мамы исполнила Нонна Гришаева, которую порекомендовал Александр Олешко. У Нонны Гришаевой на кастинге была серьёзная конкурентка — Галина Данилова, которая также претендовала на эту роль, но в итоге сыграла маму Ильи Полежайкина. Ситком обновился — если первые шесть сезонов представляли собой классическую «комедию положений» (логическая связь между сериями была слабой), то теперь появились элементы мелодрамы и сюжетные линии стали более ярко выраженными. Это было связано, прежде всего, с появлением новых героев: сначала Веника, потом Воронцова, затем других персонажей.
«Папины дочки» — один из первых российских ситкомов, в котором некоторые сцены стали снимать на открытом воздухе (съёмки «на натуре»): в 127-й серии Пуговка гуляла по заснеженной Москве, а в 10-м и 12-м сезонах присутствовали эпизоды в автомобиле — на дорогах Москвы. Также в 10—11 сезонах показывали дачу Полежайкиных — это были не «натурные» съёмки, дачу выстроили в павильоне.
В 2009 году Дарья Мельникова (в сериале играет Женю) поступила в театральное училище, в связи с чем начиная с 12 сезона она была вынуждена гораздо меньше сниматься в «Папиных дочках». А в начале 2010 года удалось договориться с Андреем Леоновым о его возвращении в ситком на один сезон — 14-й, который и должен был стать финальным. Слоган этого сезона: «Папа вернулся!» Съёмки были завершены в июне 2010 года.

### 15-18 сезоны (2011)
Вскоре, по многочисленным просьбам телезрителей, было решено создать продолжение телесериала (15—18 сезоны), съёмки которых продлились с 1 марта 2011 года по осень того же года. Слоган новых серий: «Смешно, не по-детски!» По своему формату эти сезоны были похожи на спин-офф: в качестве главных героев были выбраны Даша, Веник, Маша и Галина Сергеевна; что же касается Мамы, Жени, Пуговки, то они появлялись редко, а Папы по каким-то причинам и вовсе не было (хотя, по словам Вячеслава Муругова, эпизодическое появление персонажа Андрея Леонова в этих сезонах планировалось, и сам актёр был готов сниматься).

### 19-20 сезоны (2012—2013)
В связи с упразднением производственной компании «Костафильм» (команда Константина Кикичева) ситком был передан продюсерам компании Yellow, Black and White. В феврале 2012 года гендиректор СТС Вячеслав Муругов написал в «Живом Журнале» насчёт 19 сезона «Папиных дочек» следующее:
«В данный момент идёт работа над созданием нового сезона, где произойдёт перезагрузка проекта. И с точки зрения качества производства, и с точки зрения качества сценариев. Это будет, как говорят в Одессе, — две большие разницы. А главное, что нам впервые удастся свести вместе всех героев, включая маму и папу».
— 
Задачей продюсеров стал ребрендинг ситкома, создание новой истории. 1 июня 2012 года начались съёмки 19 сезона телесериала. Обновлённая версия — «Папины дочки. Суперневесты» — стала гораздо дороже всех предыдущих сезонов: ситком перешёл от «телеспектакля» и конвейерного производства к кинокомедии. Сериал перешёл к широкому использованию натурных съёмок — отныне, как правило, в каждой серии героев комедии можно увидеть и на открытом воздухе. Двор Васнецовых и некоторые другие уличные сцены снимались на территории коттеджа в посёлке Ларюшино (Московская область).
Старт 19 сезона пришёлся на 3 сентября, когда исполнилось ровно пять лет с тех пор как вышла первая серия. Группа «Uma2rman» специально для новых серий придумала третий куплет заглавной песни сериала, но с несколько другим музыкальным сопровождением. После съёмок в 19 сезоне Дарья Мельникова вновь покинула сериал — сниматься ей не позволил график.
В ноябре 2012 года, когда закончились съёмки 20 сезона, компания Yellow, Black and White заявила о начале разработки сценариев 21 сезона, съёмки которого должны были начаться в феврале 2013 года. Однако в 2013 году руководство СТС закрыло проект, тем самым оставив «Папиных дочек» без логического завершения (в последней, 410-й серии в конце написано «Продолжение следует…»). 22 декабря 2013 года Вячеслав Муругов в эфире радиостанции «Эхо Москвы» прокомментировал закрытие сериала:
«Проект закрыт… Всё лучшее в наших проектах живёт уже в новых хитах. И «Последний из Магикян» — как раз это своего рода продолжение проектов и «Папины дочки», и «Воронины», который всё лучшее вобрал в себя».
— 

### Полнометражный фильм
Вячеслав Муругов неоднократно заявлял о разработке полнометражного фильма «Папины дочки». Впервые эта идея появилась ещё в 2008 году. В 2010 году, когда закончились съёмки 14 сезона сериала, он сообщал, что уже пишутся сценарии полнометражного фильма и называл его режиссёра — им должен был стать Резо Гигинеишвили. Однако тогда съёмки фильма так и не состоялись. В марте 2017 года СТС и кинокомпания Art Pictures заявили, что планируют создать полнометражный фильм по мотивам сериала. Однако съёмки не состоялись и в этот раз.

### «Папины дочки. Новые»
8 декабря 2022 года пресс-служба телеканала СТС объявила о наличии в ближайших планах начать съёмки продолжения «Папиных дочек». 1 января 2023 года вышел тизер продолжения сериала «Папины дочки», в котором появились Елизавета Арзамасова, Мирослава Карпович, а также исполнитель роли отца семейства — Андрей Леонов.
25 января 2023 года стартовали съëмки спин-оффа под названием «Папины дочки. Новые». По сюжету, центральным персонажем стал Веник: он повторил судьбу Сергея Васнецова. Веника бросила Даша, оставив с четырьмя дочками, в воспитании которых ему будут помогать Сергей Васнецов с супругой Людмилой, Маша, Галина Сергеевна и Антонина Семёновна. Также из прежних героев появились Женя, Полина (Пуговка), секретарша Тамара, олигарх Василий Федотов, доктор Антонов, директор Таисия Кирилловна, учительница Людмила Михайловна и другие. Роли дочерей Веника сыграли Виталия Корниенко, Ева Смирнова, Полина Айнутдинова и Полина Денисова.
Премьера сериала «Папины дочки. Новые» состоялась на телеканале СТС и в онлайн-кинотеатре Start 18 сентября 2023 года.

## В ролях
- Андрей Леонов — Сергей Алексеевич Васнецов (1-7, 13-14, 19-20 сезоны), отец девочек, семейный психотерапевт
- Мирослава Карпович — Мария «Маша» Сергеевна Васнецова, старшая дочь. Старшеклассница, в 7-11 сезонах — студентка университета имени Н. Э. Баумана, в 11-16 сезонах — учительница физики в школе № 69, затем — актриса
- Анастасия Сиваева —  Дарья «Даша» Сергеевна Васнецова / Васильева (среди готов — «Тарантул»), вторая дочь. Старшеклассница, в 11-18 сезонах — лаборант в школе № 69, в 20 сезоне — массажистка
- Дарья Мельникова — Евгения «Женя» Сергеевна Васнецова (1-16, 19-20 сезоны), третья дочь. В 1-11 сезонах — школьница, в 11-14 и с 20 сезона — студентка Йельского университета. В 7-8 сезонах — продавец в магазине спорттоваров, в 9-11 сезонах — диджей «Радио Активное», в 16 сезоне — журналист телеканала «ТВ-8 Москва»
- Елизавета Арзамасова —  Галина «Галя» Сергеевна Васнецова, четвёртая дочь. Школьница, с 11 сезона — студентка Академии МВД, в 17-18 сезонах — ассистент профессора Кривоносова на кафедре органической химии, с 19 сезона — ассистент кафедры арахнологии
- Екатерина Старшова — Полина «Пуговка» Сергеевна Васнецова, пятая дочь. Воспитанница детского сада, с 7 сезона — школьница
- Нонна Гришаева — Людмила Сергеевна Васнецова (8-16, 19-20 сезоны; периодически в 7-м сезоне и 1-10 эпизодах 8-го), мать девочек, жена Сергея Алексеевича. В 133-167 сериях — директор брачного агентства, затем — работница агентства «Праздник! Праздник! Праздник!»
- Филипп Бледный — Вениамин «Веник» Викторович Васильев (15-20 сезоны; периодически в сезонах 7-14), однокурсник Маши. С 11 сезона — парень Даши, с 270 серии — её муж
- Ольга Волкова — Антонина Семёновна Гордиенко (19-20 сезоны; периодически в сезонах 1-14 и 17-18; гость в сезонах 15-16), бабушка девочек, мать Людмилы Сергеевны, учёный-арахнолог, изучает членистоногих
- Александр Олешко —  Василий «Аллигатор» Александрович Федотов (19-20 сезоны; периодически в сезонах 1-16, 18), олигарх, «спонсор» и друг семьи Васнецовых
- Михаил Башкатов — О́лдржих «Иржи» Пржемыслович (19-20 сезоны), дипломат австрийского посольства в России, наследник княжеской династии Великой Моравии; новый парень Галины Сергеевны

## Обзор сезонов
| Сезон | Серии | Серии | Даты показа     | Даты показа      |
| Сезон | Серии | Серии | Первая серия    | Последняя серия  |
| ----- | ----- | ----- | --------------- | ---------------- |
| 1     | 20    | 20    | 3 сентября 2007 | 28 сентября 2007 |
| 2     | 20    | 20    | 29 октября 2007 | 26 ноября 2007   |
| 3     | 20    | 20    | 14 января 2008  | 8 февраля 2008   |
| 4     | 20    | 20    | 12 марта 2008   | 8 апреля 2008    |
| 5     | 20    | 20    | 12 мая 2008     | 6 июня 2008      |
| 6     | 20    | 20    | 1 сентября 2008 | 26 сентября 2008 |
| 7     | 25    | 25    | 22 декабря 2008 | 12 марта 2009    |
| 8     | 20    | 20    | 4 апреля 2009   | 26 апреля 2009   |
| 9     | 20    | 20    | 16 мая 2009     | 31 июля 2009     |
| 10    | 20    | 20    | 29 августа 2009 | 20 сентября 2009 |
| 11    | 25    | 25    | 2 ноября 2009   | 4 декабря 2009   |
| 12    | 20    | 20    | 13 февраля 2010 | 8 марта 2010     |
| 13    | 20    | 20    | 5 апреля 2010   | 4 мая 2010       |
| 14    | 20    | 20    | 30 августа 2010 | 30 сентября 2010 |
| 15    | 20    | 20    | 28 марта 2011   | 27 апреля 2011   |
| 16    | 20    | 20    | 16 мая 2011     | 14 июля 2011     |
| 17    | 20    | 20    | 22 августа 2011 | 15 сентября 2011 |
| 18    | 20    | 20    | 24 октября 2011 | 18 ноября 2011   |
| 19    | 20    | 20    | 3 сентября 2012 | 22 ноября 2012   |
| 20    | 20    | 20    | 26 ноября 2012  | 30 апреля 2013   |

## Эпизоды

### Сезон 1
| № серии | Описание серии | Премьера         |
| ------- | --- | ---------------- |
| 1       | Как сапожник без сапог, семейный психолог Сергей Васнецов остался без жены, которая ушла от него к известному хоккеисту, оставив пятерых дочерей. Причём все они у него совершенно разные: первая — модница и кокетка, вторая — неформалка, третья — спортсменка, четвёртая — отличница-вундеркинд, а младшая, по прозвищу Пуговка, — совсем крошка. И с клиентами, как назло, не везёт. Но неожиданно к Васнецову приходит Оксана Федотова — жена олигарха с Рублёвки. | 3 сентября 2007  |
| 2       | Оксана Федотова становится постоянной клиенткой психотерапевта Сергея Васнецова. А в это время сёстры впервые самостоятельно выполняют работу по дому: готовят и делают уборку. | 4 сентября 2007  |
| 3       | Сергей узнаёт, что Маша встречается с двумя парнями одновременно, и это его шокирует. А Галина Сергеевна тем временем осваивается в новом классе, где как раз учится Даша. В неё влюбляется её сосед по парте — Илья Полежайкин. | 5 сентября 2007  |
| 4       | Васнецову не нравится, что его дочери не могут найти общий язык друг с другом, и он решает провести с ними сеанс психотерапии. А тут ещё и проблемы с тёщей: бабушка отказывается сидеть с Пуговкой. | 6 сентября 2007  |
| 5       | Узнав, что Даша любит ходить на готические вечеринки со своими друзьями Пауком и Черепом, Васнецов пытается понять её увлечение и в результате почти проваливает сеанс психотерапии с Оксаной. Тем временем Маша и Женя меняются ролями, чтобы получше узнать друг друга: они вдвоём идут сначала на футбол, а затем — в клуб. | 7 сентября 2007  |
| 6       | У Сергея Васнецова «финансовый кризис»: дочки просят деньги на покупку одежды, а бабушка требует зарплату за подготовку девочек к поступлению на биологический факультет. | 10 сентября 2007 |
| 7       | Лучший друг Васнецова, дантист Андрей Антонов, считает, что, уделяя так много времени воспитанию дочерей, Сергей теряет мужественность и авторитет. А сёстры помогают бабушке отыскать незнакомого им Мурзика. | 11 сентября 2007 |
| 8       | Машу приглашают сниматься в телесериале, однако роль ей достаётся не самая лучшая. Сергей знакомится с учительницей Людмилой Михайловной, которая влюбляется в него. Он решает от неё отвязаться, в результате чего Галина Сергеевна впервые получает двойку. | 12 сентября 2007 |
| 9       | Васнецов пропускает долгожданную встречу с друзьями ради того, чтобы сходить на спектакль, в котором играют его дочки. Маша, Даша и Галина Сергеевна спорят, кто лучше из них там сыграл. | 13 сентября 2007 |
| 10      | Пуговка задаёт отцу вопрос: «А вдруг ты — не мой папа?», после чего он всеми правдами и неправдами доказывает детям своё родство с ними. Тем временем сёстры находят его сходство с бабушкой. | 14 сентября 2007 |
| 11      | Из-за ночных любовных похождений Антонова Васнецову приходится делать в квартире ремонт. Сестёр начинает мучить совесть из-за «взятых взаймы» у бабушки пяти тысяч рублей. | 17 сентября 2007 |
| 12      | Сергею не нравится, что Пуговка во всём копирует бабушку. И он решает, что та должна проводить время со сверстниками, а для этого её нужно устроить в детский сад. Однако с этим возникают проблемы. Галина Сергеевна тем временем готовится к конкурсу от министерства образования. | 18 сентября 2007 |
| 13      | Сёстры внезапно вспоминают, что у отца день рождения. Интересная ситуация: они считают, что Папа забыл об этом, а сам он думает, что забыли как раз дочери. | 19 сентября 2007 |
| 14      | Васнецову кажется, что он никому не нужная старая развалина, потому что его в детском саду Пуговки приняли за дедушку. Также выясняется, что идеальная во всём Галина Сергеевна не умеет петь. | 20 сентября 2007 |
| 15      | В офисе Сергея случился пожар, и он приглашает Оксану к себе домой. После этого она начинает сомневаться, хочет ли она ребёнка. | 21 сентября 2007 |
| 16      | Васнецов предлагает Оксане новый метод психотерапии — «детотерапию». Метод прост: она должна присматривать за его дочками. | 24 сентября 2007 |
| 17      | Воспитательные мероприятия, затеянные Васнецовым по случаю окончания его дочерьми четверти, проваливаются. Даша уходит из дома. | 25 сентября 2007 |
| 18      | Сергей подхватил грипп; Оксана за ним ухаживает. А в это время сёстры присматривают за квартирой бабушки, кормят пауков и наводят порядок. | 26 сентября 2007 |
| 19      | В семье Васнецовых разыгрывается любовная драма: Женя заводит роман с одноклассником Вовой, а её отец влюблён в свою клиентку. Но и те, и другие отношения могут быть разрушены, ведь Женя собирается уехать в спорт-интернат на месяц, а Оксана с мужем — в Лондон, причём, возможно, навсегда. | 27 сентября 2007 |
| 20      | Васнецова мучит совесть из-за того, что он обманул Оксану. В это время сёстры готовят отцу сюрприз, организуя празднование Дня семьи. | 28 сентября 2007 |

### Сезон 2
| № серии | Описание серии | Премьера        |
| ------- | --- | --------------- |
| 1 (21)  | Васнецов хочет отказаться от детотерапии и во всём признаться Оксане; Василий настаивает на продолжении сеансов. Пока Сергей и Антонов весь день пытаются справиться с собакой секретарши, которая не выпускает их из кабинета, к сёстрам приезжает вторая бабушка — по отцовской линии. Между бабушками начинается нешуточное соревнование за любовь внучек. На следующий день к Васнецову домой приходит разгневанная Оксана: ей стало известно, что детотерапия — это полный обман. | 29 октября 2007 |
| 2 (22)  | Дочки узнают, что папа всех обманывал, выдумав детотерапию, и объявляют ему бойкот. Сергей боится идти домой и сидит допоздна на работе. А сёстры пугаются: может быть, они перемудрили с бойкотом? Бабушка заставляет внучек глотать зубец чеснока каждый день, но те открывают для себя средство, которое намного вкуснее чеснока и лучше помогает при профилактике гриппа. | 30 октября 2007 |
| 3 (23)  | К Галине Сергеевне в классе приклеивается обидная кличка. Она пробует разные методы освободиться от неё, но безуспешно. Сергей в свою очередь пытается объясниться с Оксаной, попросить прощения за свой невольный обман. А тут ещё и разгневанный клиент грозится отомстить за то, что он посоветовал ему во всём и всегда говорить правду. | 31 октября 2007 |
| 4 (24)  | В классе Даши появляется новенький. Она влюбляется в него и, чтобы понравиться ему, даже отказывается от готического стиля в одежде. Сергей теряет голову от любви и тоски по Оксане, из-за чего идёт на приём к психотерапевту. | 1 ноября 2007   |
| 5 (25)  | Васнецов, чтобы забыть Оксану, решает переехать жить в деревню. Но его идея встречает яростное сопротивление в лице его дочерей. Девочки не испытывают восторга по поводу деревенской жизни. | 2 ноября 2007   |
| 6 (26)  | Оксана ушла от супруга и бросила дом на Рублёвке. Теперь ей не нужно ничего, кроме долгожданной свободы. Муж заморозил её банковский счёт, от неё отвернулись все те, кого она считала друзьями. Оксане негде жить, и она приходит к Васнецову. Тем временем, Галина Сергеевна узнаёт, что «другом», с которым она переписывалась по Интернету, оказался пожилой мужчина. | 6 ноября 2007   |
| 7 (27)  | Сергей предлагает одной из своих пяти дочерей переехать жить к бабушке, чтобы освободить место в доме для Оксаны, которая тем временем ищет работу по объявлению. В итоге новая работа, оказавшаяся ложью, освобождает квартиру Васнецовых от множества её вещей. | 7 ноября 2007   |
| 8 (28)  | Васнецову приходится провести сеанс психотерапии с директрисой школы, где учатся его дочери. Ему становятся известны секреты и любовные интриги всех учителей. А Оксана остаётся дома присматривать за Пуговкой. | 8 ноября 2007   |
| 9 (29)  | Даша попала в милицию. Сергей спешит на выручку и сам оказывается за решёткой. А клиентов Васнецова весь день принимают Антонов и Оксана. | 9 ноября 2007   |
| 10 (30) | Оказывается, Галина Сергеевна тоже способна на сильные чувства. Однако предмет её обожания Полежайкин оказывает знаки внимания Маше. Галина Сергеевна ревнует его. А Оксана наконец-то нашла себе работу — она устроилась официанткой в ресторан. | 12 ноября 2007  |
| 11 (31) | Васнецов находит дневник Жени, читает его и узнаёт оттуда многое о себе. К Оксане пристаёт директор кафе, в котором она работает. Чтобы избавиться от этого, приходится применить хитрый ход. А Пуговка начинает воровать вещи. | 13 ноября 2007  |
| 12 (32) | Видя нерешительность Васнецова по отношению к Оксане, Антонов сам решает «приударить» за ней и приходит с шикарным букетом. А в школе проводится эксперимент: из лучших учеников 10-х классов будет сформирован лидерский класс. Неужели Даша с Полежайкиным теперь будут учиться отдельно от Галины Сергеевны? | 14 ноября 2007  |
| 13 (33) | Сергея буквально терроризируют всевозможными инспекциями и проверками. Цель инспекторов — закрыть его частную практику. Даша ощущает на себе все «прелести» совместного проживания с бабушкой. | 15 ноября 2007  |
| 14 (34) | Пуговка завела собаку. К Васнецову на приём приходит клиентка, страдающая шопоголизмом. | 16 ноября 2007  |
| 15 (35) | Под грузом давления Жене пришлось выступить за юношескую мужскую футбольную команду своей школы. У неё даже поклонница появилась, причём настроена она весьма решительно. | 19 ноября 2007  |
| 16 (36) | Сергею надоел бардак в доме, и он решает нанять домработницу. У Антонова ломается зуб, но обращается за помощью он не к другому стоматологу, а к своему другу — Васнецову. | 20 ноября 2007  |
| 17 (37) | Васнецов объявляет войну чиновникам районной администрации. А в это время Даша ищет способ заработать, ведь ей так хочется попасть в Питер, на концерт её любимой группы. | 21 ноября 2007  |
| 18 (38) | Олигарх Федотов ломится в квартиру Васнецовых: ему нужно уладить бракоразводный процесс с Оксаной. Но вместо жены дверь ему открывает Пуговка. Похоже, это единственный человек, который может «перевоспитать» самодовольного Василия. Сама же Оксана вместе с Васнецовым, Женей и Тамарой участвует в съёмках рекламы стоматологической клиники Антонова. | 22 ноября 2007  |
| 19 (39) | Оксана помогает Васнецову устроить романтический ужин с его возлюбленной. Ей невдомёк, что она и есть та самая таинственная возлюбленная Сергея. Бабушка отмечает 40-летие научной деятельности и даёт интервью одной газете. | 23 ноября 2007  |
| 20 (40) | Василий просто преследует Оксану: он купил ресторан, в котором она работает, и уволил её. В школе проводится день самоуправления — сегодня здесь главными являются не учителя, а ученики. Галина Сергеевна показывает себя очень жёстким преподавателем. | 26 ноября 2007  |

### Сезон 3
| № серии | Описание серии | Премьера       |
| ------- | --- | -------------- |
| 1 (41)  | Васнецов и Оксана просыпаются в одной постели. Они весь день пытаются вспомнить вчерашний вечер. Бабушка подбрасывает «яблоко раздора» в ряды своих внучек. Она дарит мобильные телефоны, но только Маше, Жене и Пуговке, потому что из-за разбитого аквариума не считает Дашу и Галину Сергеевну любимыми внучками. | 14 января 2008 |
| 2 (42)  | Оксана беременна. Олигарх понимает, как дорога для него супруга. В школе появляется новый учитель информатики, Павел Сергеевич, и он сразу же становится объектом внимания Маши. | 15 января 2008 |
| 3 (43)  | Даша без спроса взяла покататься папину машину и «немного поцарапала» её. Теперь Полежайкин должен сделать так, чтобы Васнецов ничего не заметил. Оксана уезжает от Васнецовых и понимает, что скучает по ним и отвыкла от праздной роли жены олигарха. С помощью Антонова Васнецов придумывает новый метод — работотерапию, чтобы отвадить Оксану. В итоге та дарит ему шикарный подарок — автомобиль.                                | 16 января 2008 |
| 4 (44)  | Галина Сергеевна намерена экстерном перешагнуть в 11 класс. Для Полежайкина эта новость становится настоящим ударом. Антонов предсказывает Васнецову, что у него угонят подаренную Оксаной машину. Её действительно угоняют, причём вместе с самим Васнецовым. | 17 января 2008 |
| 5 (45)  | Васнецов приносит ёлку в последний день перед Новым годом. Девочки наряжают её и мечтают (каждая по-своему), как бы интереснее встретить Новый год. Серия новогодних фантазий, как взрослых, так и детей. К Васнецовым на праздник приходят Дед Мороз (Антонов), три Снегурочки (Оксана, Тамара, бабушка), а также пёс Плуто (олигарх Василий).                                                                                        | 18 января 2008 |
| 6 (46)  | У Васнецовых появляется новая соседка — пианистка Виолетта, безумно влюблённая в Йозефа Гайдна. Чтобы избавиться от назойливых звуков сверху, Папе приходится выступить в роли композитора. Маша садится на диету, а чтобы не сорваться — выбрасывает из дома всю еду. Вся семья Васнецовых теперь вынуждена немного поголодать. | 21 января 2008 |
| 7 (47)  | Антонов уходит от жены и поселяется — временно, конечно — у Васнецовых. Вскоре он становится всеобщим любимцем. Папа ревнует, но главное не это, а то, что Антонов оказывает дурное влияние на его девочек. Сергею приходится провести сеанс психотерапии с женой Антонова, чтобы вернуть друга в семью. А в это время Галина Сергеевна участвует в шахматном турнире и в своём сопернике находит нового приятеля. Полежайкин ревнует. | 22 января 2008 |
| 8 (48)  | Сёстры впервые знакомятся со своим дедушкой по материнской линии — Сергеем Геннадьевичем Ершовым. А к Васнецову на приём приходит цыганский барон, что тоже случается нечасто. | 23 января 2008 |
| 9 (49)  | Так получилось, что Даша украла школьный журнал. Теперь её мучит вопрос, как вернуть журнал обратно. А у Маши появился новый парень, вот только по возрасту он ровесник Васнецова. | 24 января 2008 |
| 10 (50) | У Антонова «заболел дядя», и он приглашает Васнецова поехать с ним к дяде, который, как оказалось, живёт во Владивостоке. Антонина Семёновна тоже уезжает на международный симпозиум в Сыктывкар. Сёстры остались одни и решают устроить дома вечеринку, которую, однако, прерывает участковый. | 25 января 2008 |
| 11 (51) | Пуговку приглашают сниматься в сериале. Теперь она узнает, легко ли быть звездой. А в это время Тамара влюбляется в своего начальника. | 28 января 2008 |
| 12 (52) | Из-за одной эпизодической роли в сериале сёстры ссорятся друг с другом. У Оксаны с мужем снова возникли проблемы, теперь на почве беременности, и снова на помощь к ним приходит Васнецов. | 29 января 2008 |
| 13 (53) | У Пуговки и Галины Сергеевны день рождения приходится на один день, и обычно они празднуют их вместе. Однако в этот раз это будут два совершенно разных мероприятия. | 30 января 2008 |
| 14 (54) | Васнецовы идут на семейный юбилей к Антоновым. На юбилее Паша, сын Антонова, проявляет знаки внимания дочерям Сергея, что начинает беспокоить последнего. А в это время Антонина Семёновна требует повысить гонорар её внучке, что ставит под угрозу карьеру юной телезвезды. | 31 января 2008 |
| 15 (55) | По настоянию Оксаны Олигарх, чтобы стать хорошим отцом, проходит детотерапию у Васнецова. Василий справляется с новыми обязанностями и даже извлекает для себя финансовую выгоду благодаря Пуговке. Бабушка приболела, а вдобавок к этому у неё ещё и просыпается совесть, с которой она не знает, что делать. | 1 февраля 2008 |
| 16 (56) | Из-за Машиной косметики между Машей и Дашей разгорается война. Василий начинает советоваться по своим бизнес-планам с Галиной Сергеевной. В результате он предлагает ей учиться в Сорбонне. | 4 февраля 2008 |
| 17 (57) | Из-за несправедливого решения тренера Женя бросает дзюдо. Теперь ей некуда тратить свою энергию, что начинает всех беспокоить. Чтобы вернуть дочь в спорт, Сергею придётся сразиться с её тренером. | 5 февраля 2008 |
| 18 (58) | Галина Сергеевна идёт вместе с Дашей и её друзьями-готами на кладбище, но вместо выхода «в астрал» попадает в милицию. Тем временем Тамара открывает собственный бизнес прямо в приёмной Васнецова, где начинает торговать кормом для игуан. | 6 февраля 2008 |
| 19 (59) | Галину Сергеевну зачисляют в спецшколу для самых одарённых детей. Но именно там она впервые оказывается худшей ученицей. Сергей встречает свою первую любовь, которая намерена поселиться у Васнецовых и выйти за него замуж. | 7 февраля 2008 |
| 20 (60) | День святого Валентина. Маше трудно выбрать, с кем в этот день пойти на свидание. А Галина Сергеевна весь день ждёт от Полежайкина валентинку. Тем временем к Сергею приходит на приём клиентка, страдающая от чрезмерной любви мужа. | 8 февраля 2008 |

### Сезон 4
| № серии | Описание серии | Премьера      |
| ------- | --- | ------------- |
| 1 (61)  | Галине Сергеевне выдали камеру для съёмки фильма о школе, однако Даша втайне от сестры ненадолго взяла камеру и сняла на неё фильм ужасов. А у Пуговки появился «муж» — одногруппник Дима. | 12 марта 2008 |
| 2 (62)  | 8 Марта. Полежайкин готовит необычный подарок для Галины Сергеевны, который попадает к Даше и до смерти пугает её. А Антонов и Васнецов отправляются в магазин покупать подарки своим женщинам. | 13 марта 2008 |
| 3 (63)  | Возвращаясь с работы, Сергей никак не может понять, почему дома такой кавардак. Даша говорит ему, что Маша беременна, Маша — что бабушка скоро уйдёт «в другой мир», Галина Сергеевна сообщает, что Даша ворует, а Женя — что Галя сошла с ума.                                                                                                | 14 марта 2008 |
| 4 (64)  | У Сергея проблемы на работе — его кабинет затоплен Антоновым. Галина Сергеевна специально отключает свет в квартире, и все сёстры решают поиграть в бутылочку (на правду). | 17 марта 2008 |
| 5 (65)  | Полежайкин ушёл из дома и жил в школе, пока его на этом не поймала Галина Сергеевна и позвала его пожить в их квартире. | 18 марта 2008 |
| 6 (66)  | В школе № 69 решили провести конкурс красоты. Маша, Женя и Галина Сергеевна будут участвовать в нём. | 19 марта 2008 |
| 7 (67)  | Сергей увлёкся компьютерной игрой и ничего вокруг не замечает. Этим все пользуются. По этой же причине девочки поссорились с Женей. | 20 марта 2008 |
| 8 (68)  | Галина Сергеевна обнаруживает у Даши книгу о магии и зельях (коллекционное издание). Они решают опробовать из неё приворотное зелье, а подопытным становится их одноклассник Соколов. Пуговка и Дима решают завести ребёнка. | 21 марта 2008 |
| 9 (69)  | Пуговка завела себе невидимую подругу Зою, а Антонов — очередную пассию по имени Клавдия, которая не любит детей и от которой он не может отделаться. На помощь ему, как всегда, приходит Васнецов со своими дочерьми. | 24 марта 2008 |
| 10 (70) | Маша помогает Жене познакомиться с парнем, и ради этого той приходится поменять имя. Очередная сумасшедшая идея Тамары (установка в офисе Васнецова аквариума) приносит Сергею неожиданную прибыль. | 25 марта 2008 |
| 11 (71) | Ради своего парня Женя впервые надевает платье, а Галине Сергеевне и Даше из-за вранья сестры приходится начать интересоваться футболом. У Пуговки в детском саду сломался стул. Вместо того чтобы купить новый, Сергей пытается починить прежний.                                                                                             | 26 марта 2008 |
| 12 (72) | В школе чаепитие-дискотека, на которой Галина Сергеевна случайно съедает ликёрную конфету и сильно пьянеет. В это время Васнецова призывают в армию. | 27 марта 2008 |
| 13 (73) | У Бабушки появляется молодой поклонник. Маша тщетно пытается вразумить её. А у Папы — новая клиентка с Рублёвки, подруга Оксаны; она собирается, как и Оксана, прожить у Васнецовых целый месяц. Это, по её мнению, решит все семейные проблемы. Вот только после такой «терапии» в офисе Сергея появляется граната, на первый раз игрушечная. | 28 марта 2008 |
| 14 (74) | Если Васнецовы докажут, что они малоимущая семья, то им могут дать новую квартиру. Девочки решают всячески этому поспособствовать, не посвящая отца в свой план. Тем временем Бабушка исполняет заветную мечту Тамары о получении высшего образования.                                                                                         | 31 марта 2008 |
| 15 (75) | Васнецовы отмечают 1 апреля. Галина Сергеевна решает разыграть Полежайкина, не зная, что из этого выйдет. А у Сергея не самые хорошие воспоминания об этом дне, и он решает держаться подальше от Антонова. Подготовленный Васнецов разыгрывает его с помощью дочек.                                                                           | 1 апреля 2008 |
| 16 (76) | Антонина Семёновна отдала кредитные деньги внучкам, а те забыли о её поручении и использовали деньги по-своему. Теперь поручитель, которым оказывается Васнецов, должен отдать компенсацию в размере 10000 рублей. Чтобы решить данную проблему, сёстры устраиваются на разные работы, но у них не очень-то получается.                        | 2 апреля 2008 |
| 17 (77) | Бабушка решила подработать и устроилась учителем химии в школу своих внучек. Девочки в шоке. А тут ещё и у Пуговки начались личные проблемы. | 3 апреля 2008 |
| 18 (78) | Маше пригласили репетитора. Но по воле случая их оказалось двое: Людмила Михайловна и «член приёмной комиссии МГУ». Нельзя обидеть ни одного, ни другого преподавателя. В это время Женя отправилась на свидание с Евгением. | 4 апреля 2008 |
| 19 (79) | Полежайкин рад: его переводят в школу олимпийского резерва, где «ничего делать не нужно». Эта новость становится ударом для Галины Сергеевны. Девочки вновь объявляют отцу бойкот. По совету Антонова Васнецов делает вид, что ему нездоровится, чтобы за ним поухаживали.                                                                     | 7 апреля 2008 |
| 20 (80) | Людмила Михайловна приглашает Васнецова на свой юбилей. Он понимает, что не может пойти один, поэтому ему срочно нужно найти спутницу. Маша учит Женю целоваться на помидорах, от которых, как это вскоре выясняется, у той аллергия. | 8 апреля 2008 |

### Сезон 5
| № серии  | Описание серии | Премьера    |
| -------- | --- | ----------- |
| 1 (81)   | Маше приснился кошмар: все её брошенные парни прокляли её. Сон был в пятницу, то есть вещий. Про себя она решила, что никогда не бросит первого же встречного парня. И у Женьки с личной жизнью проблемы: объявилась бывшая девушка Евгения — тоже Женя. | 12 мая 2008 |
| 2 (82)   | Васнецов подсел на игру в казино. Вынесены вещи из офиса и квартиры. Теперь девочкам придётся как-то лечить отца. | 13 мая 2008 |
| 3 (83)   | К Васнецову приходит клиент, которого постоянно бьют женщины. Тамара закручивает с ним роман и собирается поехать в Палермо. А Маша ради знакомства с культуристом начинает заниматься бодибилдингом. | 14 мая 2008 |
| 4 (84)   | Олигарх Василий прячется у Васнецовых от киллеров. Из-за фразы, которую Сергей произнёс не совсем точно, Дашу могут исключить из готов. | 15 мая 2008 |
| 5 (85)   | Галина Сергеевна хочет быть финансово самостоятельной и решает заняться репетиторством. У Васнецова появляется богатая клиентка, которая, однако, о своих проблемах желает говорить только женщине. На помощь приходит Тамара. | 16 мая 2008 |
| 6 (86)   | Полежайкин утверждает, что любовь — это притяжение противоположностей. Галина Сергеевна берётся доказать, что это не так. Папа покупает для дочек «тренажёр» — шведскую стенку. А Даша хочет попасть в учительскую, чтобы исправить ошибки в диктанте. | 19 мая 2008 |
| 7 (87)   | К Сергею на приём приходит богатая пациентка, которая поразительно напоминает его секретаршу, чем охотно решает воспользоваться Тамара. А Женя готовится к встрече с родителями Евгения. | 20 мая 2008 |
| 8 (88)   | Сергей отбивает клиентов у гадалки и спасает тележурналиста от творческого кризиса. Но тот платит ему чёрной неблагодарностью: снимает лживый репортаж о его семье. Чтобы реабилитироваться, Васнецов выходит в прямой эфир. | 21 мая 2008 |
| 9 (89)   | Маша просит Женю «одолжить» ей Евгения на пару дней, чтобы отрепетировать отрывок по актёрскому мастерству. Сёстры, не знающие об этом, решают спасти любовь Женьки и Евгения. В это время Женя пишет итоговое сочинение под диктовку директрисы. | 22 мая 2008 |
| 10 (90)  | Даша и Полежайкин, как обычно, надеются списать контрольную по физике у Галины Сергеевны. Однако её неожиданно пересаживают на первую парту. Антонов влюбляется в подругу своей жены. Чтобы прикрыть товарища, Васнецову приходится «взять подругу на себя». | 23 мая 2008 |
| 11 (91)  | К Васнецову из тюрьмы приезжает двоюродный брат Анатолий Тютчев и селится у него в квартире. Директриса вынуждена срочно организовать школьный хор, средства на который были ранее выделены. | 26 мая 2008 |
| 12 (92)  | Маша в кафе знакомится с одним мажором, который ей не нравится, но зато может достать ей билет на концерт Сергея Лазарева. Полежайкин пишет Галине Сергеевне любовные стихи: сначала с помощью Пушкина, а затем — сам. | 27 мая 2008 |
| 13 (93)  | Проблема Тамары (миграционная служба высылает её из страны) становится и проблемой Васнецова как работодателя, нанявшего нелегала. Теперь он вынужден жениться на Тамаре, чтобы та получила прописку. Тем временем Илья знакомится с Евгением. | 28 мая 2008 |
| 14 (94)  | Маша скоро будет фотографироваться для выпускного альбома: ей нужно найти такое платье, чтобы на фотографии быть красивее всех. А Полежайкин ради Галины Сергеевны готов даже завалить министерскую контрольную по физике. | 29 мая 2008 |
| 15 (95)  | Маша участвует в фотосессии, где рекламирует купальник. Неожиданно её фотографии появляются в журнале, и она не знает, как признаться отцу. К Сергею на работу приходит комиссия; по совету Антонова он даёт взятку, однако ничего хорошего из этого не получается. Класс Даши, Галины Сергеевны и Полежайкина сдаёт учебники. В одном из учебников находят крупную сумму денег. Хозяин неизвестен. | 30 мая 2008 |
| 16 (96)  | В школе последний звонок. Все готовятся к этому событию, особенно Маша, потому что для неё это самый последний «последний звонок». А в это время Женя и Галина Сергеевна пытаются по жестам определить, врёт человек или нет, и устраивают проверку своим парням — Евгению и Илье. | 2 июня 2008 |
| 17 (97)  | Маша сдаёт ЕГЭ по физике. Естественно, не обходится без помощи Галины Сергеевны. Тамара переезжает жить в офис — проблемы дома, «затопили». Вместе с ней переезжает и всё хозяйство, в том числе и Лиза. Сергею приходится работать в этих условиях. | 3 июня 2008 |
| 18 (98)  | После съёмок Пуговки и Бабушки в одном рекламном ролике дом Васнецовых штурмуют обманутые вкладчики. А Даше, чтобы перейти на новый уровень в готской иерархии, нужно кого-нибудь принести в жертву. Параллельно они с Полежайкиным убираются в учительской. | 4 июня 2008 |
| 19 (99)  | Начались каникулы и выяснилось, что у Галины Сергеевны и Полежайкина мало общих интересов. Галя задумывается о своём будущем с Ильёй. А Женя устраивается на работу — принимать заказы по телефону. Пуговка ей помогает, зарабатывает первые деньги и превращается в бизнес-леди. | 5 июня 2008 |
| 20 (100) | Васнецов и Маша на всю ночь отправляются на Машин выпускной вечер, где она знакомится со звездой молодёжного сериала. Между тем оставшиеся одни девочки устраивают в квартире дискотеку, которая из-за бабушки превращается в нечто другое. | 6 июня 2008 |

### Сезон 6
| № серии  | Описание серии | Премьера         |
| -------- | --- | ---------------- |
| 1 (101)  | Даша безумно влюбляется в безмолвного гота по прозвищу Мутный. Василий просит Сергея подменить его на курсе молодых матерей, и впоследствии Васнецов заслуживает большое уважение сотрудников роддома. | 1 сентября 2008  |
| 2 (102)  | Папа приглашает для Маши репетитора по физике для поступления в университет, но та готова на всё, даже на обман, лишь бы поступить в театральное училище. Даша оказывается в одной больничной палате с Людмилой Михайловной — такое не приснится даже в страшном сне. | 2 сентября 2008  |
| 3 (103)  | Сергею удаётся купить целых шесть «горящих путёвок» в Сочи, но на курорт с девочками едет Антонина Семёновна. В разгар курортного сезона им выпадает удача — номера в шестизвёздочном отеле. Тем временем в доме у Васнецовых появляются сначала две незамужние женщины, а затем — ОМОН. | 3 сентября 2008  |
| 4 (104)  | К Васнецовым приезжает дедушка Лёша. Он хочет начать новую жизнь и ищет женщину своей мечты. Илья подозревает, что Галина Сергеевна тайно встречается с его братом Филиппом. | 4 сентября 2008  |
| 5 (105)  | Пуговка отправляется погостить к бабушке и дедушке. Тамара невзначай решает продовольственную проблему семьи Васнецовых. Маша знакомится с парнем, который считает, что умных женщин не бывает. Она зовёт на помощь Галину Сергеевну, которая как раз в это время решила впасть в детство. | 5 сентября 2008  |
| 6 (106)  | У Галины Сергеевны неожиданно появляется соперница. А Маша заторопилась замуж, причём причина этому — Жихарёва. | 8 сентября 2008  |
| 7 (107)  | Сёстры ссорятся друг с другом. Галина Сергеевна пытается примирить девочек и предлагает заняться тимбилдингом. Васнецовы собираются в поход. На практику к Сергею приводят студента. Как назло, у Васнецова нет клиентов, и он просит Антонова стать его пациентом. | 9 сентября 2008  |
| 8 (108)  | На стене дома Васнецовых появляется надпись: «Васнецова — дура». Сёстры и Полежайкин решают выяснить, кто это написал. Антонов подозревает свою жену в измене. Тайно он начинает следить за ней, а заодно и за своим лучшим другом — Сергеем. | 10 сентября 2008 |
| 9 (109)  | У Маши крадут сумочку, в которой находится жизненно необходимая вещь — мобильный телефон с номерами всех её парней. Это единственное место, куда она их записывала. Тамара попадает в больницу, вместо неё на работу выходит Людмила Михайловна. Тем временем сама Тамара не скучает в больнице: вместе с соседками по палате она устраивает вечеринку. | 11 сентября 2008 |
| 10 (110) | Васнецов берёт отпуск и решает на всё лето поехать в Красноярск. Но у него только два билета. Женя и Галина Сергеевна с удовольствием уступают его друг другу. Людмила Михайловна обещает Сергею присмотреть за девочками. А в это время, чтобы пойти на свидание, Маше нужно срочно научиться кататься на роликах. | 12 сентября 2008 |
| 11 (111) | В отсутствие Сергея бабушка решила взяться за воспитание сестёр трудовой дисциплиной. Теперь, чтобы иметь карманные деньги, девочки должны работать. Бывшая однокурсница Маши вступает в соревнование: она собирается доказать, что главное для девушки — это ум, а не красота. | 15 сентября 2008 |
| 12 (112) | В отсутствие папы у девочек появляются «няньки». И Тамара — это только начало. С ней-то им удаётся быстро «договориться». Но через некоторое время приходит другая «нянька» — огромный охранник-молчун, присланный Василием. Маша решает «заняться» охранником, однако тут сваливается новая напасть — Людмила Михайловна. Не успели избавиться от неё, как появляется дядя Андрей. Спасти девочек может только отец. Сёстрам придётся немало потрудиться, чтобы исправить ситуацию. | 16 сентября 2008 |
| 13 (113) | Антонина Семёновна учится работать за компьютером без помощи. Галине Сергеевне даётся под охрану мопед Полежайкина. Женя думала, что идёт давать интервью, а оказалось — на свидание. | 17 сентября 2008 |
| 14 (114) | В кафе с Машей пытается познакомиться известный актёр Игорь Верник, но та его не узнаёт. Теперь Маша готова на всё, лишь бы исправить свою ошибку. Она звонит Вернику, но попадает на кафедру зоологии. А в это время Галина Сергеевна, скучая по Пуговке, решает поехать в Красноярск. В школе ей выдают две премии за знание физики и литературы. Усложняет одно: и то, и другое состоится в одно и то же время. Гале предстоит выбрать, что ей больше нравится.                   | 18 сентября 2008 |
| 15 (115) | У Маши появляется постоянный парень, они встречаются уже целую неделю. Но есть одна проблема — его брат-зануда, Федя из Череповца. Женя решила устроить вечеринку, однако в её планы вмешивается Антонина Семёновна, которая тайно сдаёт квартиру гастарбайтерам и переезжает к внучкам. Она врёт, что это их дальние родственники. Девочки в недоумении: откуда у бабушки, а соответственно, и у них так много дальних родственников?                                               | 19 сентября 2008 |
| 16 (116) | У Маши вступительные экзамены в театральное училище. Из-за такого ответственного дела она всю ночь не сомкнула глаз. Полежайкин затевает совместный бизнес с бомжами — сдачу бутылок. Бабушка решает, что без папы девочки стали увлекаться спиртным, и хочет их спасти. | 22 сентября 2008 |
| 17 (117) | Машу и Антонова арестовывают за попытку ограбления. Женя, Евгений, а потом ещё и Полежайкин перебирают чернику Антонова, что оказывается очень проблематичным занятием, особенно когда отключили воду. | 23 сентября 2008 |
| 18 (118) | Бабушка и Маша решили обучиться вождению, но в автошколе только одно бюджетное место. Начинается борьба без правил. Женя стоит перед трудным выбором: личная жизнь или спорт, тем более что и там, и там появляется соперница. | 24 сентября 2008 |
| 19 (119) | Тамара решает поправить своё материальное положение и открывает в кабинете Васнецова гостиницу. Полежайкин скучает по Галине Сергеевне и ради любимой готов лететь даже в Красноярск. Тем временем Бабушка по просьбе девочек осваивает искусство варки варенья. | 25 сентября 2008 |
| 20 (120) | В доме Васнецовых творится что-то невообразимое. Бабушка делает невероятное научное открытие. Женя идёт на свидание вместо старшей сестры, а сама Маша проводит своё свободное время с беременной Оксаной. | 26 сентября 2008 |

### Сезон 7
| № серии  | Описание серии | Премьера        |
| -------- | --- | --------------- |
| 1 (121)  | Оксана рожает, Василий срочно вылетает из Лондона в Москву. За появление на свет сына он пообещал врачу иномарку. Сергей поддерживает Оксану во время родов. В это время сёстры сидят дома и мечтают о собственных будущих детях. | 22 декабря 2008 |
| 2 (122)  | Василий не может прийти в себя после того, как он узнал о том, что родилась дочь, а не желанный сын. Вскоре в роддом приходят отец и мать Василия, чтобы посмотреть на малышку. Тем временем Пуговка вместе с Бабушкой идут в школу на собрание — ведь уже скоро наступит 1 сентября — и получают там задание сделать оригами.                                                                                                 | 23 декабря 2008 |
| 3 (123)  | Наступает 1 сентября. Оно разочаровывает Пуговку: вместо неё учительница обращает внимание на другую девочку (как оказалось, свою собственную дочь). А директриса запрещает Даше ходить в чёрном. Галина Сергеевна приходит на помощь сестре. | 24 декабря 2008 |
| 4 (124)  | Галине Сергеевне приснилось, что Полежайкина забирают в армию — этот сон её настораживает. А Маша знакомится с однокурсниками и пытается найти себе парня среди них. Итогом становится начало дружбы с юным гением физики — Веником. | 25 декабря 2008 |
| 5 (125)  | Веник подарил Маше «ресивер цифрового телевидения», и теперь она целыми днями смотрит сериалы. Евгения родители отправляют на учёбу в Лондон, и он не знает, как об этом сказать Жене. А Полежайкину исполняется 18 лет, однако празднование под угрозой срыва: Илья наказан отцом. Галина Сергеевна уговаривает Папу отметить день рождения Полежайкина у них дома.                                                           | 26 декабря 2008 |
| 6 (126)  | В школе праздник Новогодней ёлки: ученики и учителя устраивают представление. Даша сходила за костюмами, но костюмы там были уже абсолютно не относящиеся к данному празднику. В то же время, чтобы не праздновать Новый год с тёщей и с Жихарёвой, Васнецов дарит им подарки. Находясь за праздничным столом, семья Васнецовых готовится слушать поздравление президента.                                                     | 31 декабря 2008 |
| 7 (127)  | Мама приехала. От этого новогоднего «сюрприза» Сергей никак не может прийти в себя — он в шоке. Всю ночь Васнецовы ругаются, дарят подарки, плачут и смеются. А в это время Пуговка без взрослых отправляется искать настоящего Деда Мороза. | 31 декабря 2008 |
| 8 (128)  | Так получается, что утром 1 января Сергей, Тамара и Антонов оказываются на работе. Даша и Полежайкин пытаются «оторваться» в опустевшей школе. А в доме у Васнецовых так и не наступает покоя — новогодние сюрпризы продолжаются. | 31 декабря 2008 |
| 9 (129)  | Сергей всё перепутал: он оставил девочкам письмо, написанное жене, а Людмиле — письмо для дочек. Но самое главное, что он в обоих письмах по-разному объясняет, почему уехал в Красноярск к родителям. Понятно одно: «вместо папы под номером один в игру вступает мама под номером одна». Маша сдаёт экзамен. | 16 февраля 2009 |
| 10 (130) | Людмила понимает, что дочки сильно изменились, и не знает, как теперь к ним найти подход. Между тем Антонов налаживает контакт с Таисией Кирилловной ради коммерческой выгоды. | 17 февраля 2009 |
| 11 (131) | В квартиру Васнецовых, где живёт шесть женщин, неизвестный поклонник приносит цветы. Людмила знакомится с Ильёй, а затем и с его отцом и братом. Бабушка спасает Женю от двойки по биологии, как она думает. | 18 февраля 2009 |
| 12 (132) | Людмила Михайловна начинает соперничать с Мамой из ревности к уехавшему Сергею. Та опекает своих дочек с особой серьёзностью. Простая игра в твистер приносит множество «жертв» и недоразумений. | 19 февраля 2009 |
| 13 (133) | Жене понравился сноуборд в одном магазине, но цена не позволяет ей его купить. И она решает устроиться на работу в этот магазин. Мама открывает брачное агентство «Людмила», а Женя знакомится со звездой российского футбола. | 20 февраля 2009 |
| 14 (134) | Веник изобрёл датчик влюблённости, взорвавшийся в тот момент, как он увидел одну из сестёр Васнецовых. В это время Антонов «подрабатывает» единственным клиентом агентства «Людмила», и он буквально нарасхват. | 24 февраля 2009 |
| 15 (135) | Веник становится репетитором Даши. Галина Сергеевна узнаёт, в кого именно он влюблён. В это время Бабушка кормит Машу и Пуговку здоровой пищей, а Женя «работает» над майкой известного футболиста Джеррарда. | 25 февраля 2009 |
| 16 (136) | Девочки решают вернуть папу и пишут маме письмо от его имени. Василий Федотов посылает за Сергеем в Красноярск свой самолёт, так как Оксана хочет, чтобы именно он был крёстным отцом её дочери. Маша просит Женю разрешить ей позаниматься на тренажёрах в спортивном магазине. Той сначала идея, естественно, не нравилась; правда, до тех пор, пока она не стала приносить прибыль.                                         | 26 февраля 2009 |
| 17 (137) | Мама организовывает школьную дискотеку. Людмила Михайловна в этот же вечер устраивает в школе Пушкинские чтения. Чьё мероприятие выберут ученики? А Маша тем временем замечает, что она за полгода обучения в Бауманке поумнела, но её это совсем не радует. | 27 февраля 2009 |
| 18 (138) | В брачное агентство приходит Гриша, родной брат Тамары. Более того, она приводит ещё одну клиентку — Людмилу Михайловну, которая требует обещанного ей красавца и грозится рассказать всем, что эта фирма — большая афера. Пуговка с лёгкой руки Василия становится востребованной художницей: за её рисунки предлагают немалые деньги.                                                                                        | 2 марта 2009    |
| 19 (139) | Людмила находит дома пачку сигарет. Подозрение падает на Дашу. Теперь, чтобы сёстры ничего не рассказали Маме, Даша должна выполнять все их требования. Больше всего она боится желания Маши. Полежайкин потолстел, и Галина Сергеевна пытается посадить его на диету. | 3 марта 2009    |
| 20 (140) | Веник уже неделю занимается с Дашей физикой, но завоевать её симпатию не удаётся. Маша предлагает ему попробовать найти общие интересы с Дашей. Жихарёва нагадала Бабушке скорое замужество, и Антонина Семёновна идёт в брачное агентство дочери. | 4 марта 2009    |
| 21 (141) | Наступает 23 февраля. Галина Сергеевна хочет пригласить Полежайкина в кафе, но тот наказан отцом. Она придумывает хитроумный план, как провести строгого папу. У Жени появляется напарница по работе в спортивном магазине, однако из-за новенькой её увольняют. | 5 марта 2009    |
| 22 (142) | В школе провели тесты на профориентацию. Теперь Полежайкин твёрдо уверен, что может стать врачом. Все вокруг становятся его потенциальными пациентами. В благодарность за оказанные услуги одна из клиенток приглашает Маму и Тамару на свою свадьбу. Людмила хочет осветить это мероприятие с помощью журналистов: ведь это хорошая и недорогая реклама их агентству. Но Тамара нарушает все радужные планы своей начальницы. | 6 марта 2009    |
| 23 (143) | Бабушка притворяется одинокой больной пенсионеркой, добиваясь социальной помощи от государства. Обстоятельства складываются так, что помогать ей будут Даша и Галина Сергеевна. В это время Людмила и Маша мучаются с пьяным сантехником, а Илья подменяет Женю в магазине. | 10 марта 2009   |
| 24 (144) | Маша пытается доказать новому преподавателю, что бывают умные женщины. А у Даши проблемы с новой учительницей литературы, которая поставила ей двойку и вызвала в школу родителей. Даша не знала, как ей выпутаться, пока не увидела на пороге квартиры Антонова. | 11 марта 2009   |
| 25 (145) | Чтобы позлить Якушеву, Даша заявляет, что у неё есть парень. Веник с радостью соглашается побыть им. Женя купила себе нунчаки и решила потренироваться с ними на Полежайкине. Людмила и Тамара мучаются с крысой, которая завелась в кабинете. А тут ещё Антонов попал в их мышеловку. | 12 марта 2009   |

### Сезон 8
| № серии  | Описание серии | Премьера       |
| -------- | --- | -------------- |
| 1 (146)  | В жизни Людмилы снова появляется её бывший возлюбленный Палкин. Она решает найти для него в своём агентстве новую любовь. Веник наконец-то признался Даше в своей симпатии, но он не уверен, что та его услышала. Маша обещает поговорить с сестрой и как всегда всё путает. Отец Полежайкина выдаёт ему деньги на новый костюм. Илья сообщает Галине Сергеевне, что женится. | 4 апреля 2009  |
| 2 (147)  | Несмотря ни на что, Полежайкин всё-таки женится. Однако Галина Сергеевна настроена помешать свадьбе. А Палкин всё-таки уехал, но перед этим неосмотрительно дал Жене свой номер телефона, что привело его к нервному срыву и больничной палате. | 4 апреля 2009  |
| 3 (148)  | Учителям неизвестно, что Галина Сергеевна знает, что Полежайкин женился, и пытаются от неё это скрыть. Людмиле сообщают, что одна из её дочерей встречается с женатым мужчиной, и она подозревает Машу. | 4 апреля 2009  |
| 4 (149)  | 8 марта. Папа сообщает дочкам, что прислал им подарки, но они ничего не получили. Девочки думают, что это Мама спрятала посылку, а та полагает, что Васнецов забыл сделать дочкам подарки, и решает купить их сама. Веник хочет исполнить Даше песню собственного сочинения. Маша уверена: такой ужас сестра просто не сможет дослушать до конца. Женю начальник заставил работать даже в праздник. Ей бы уйти домой пораньше, а тут какой-то покупатель два часа выбирает подарок.    | 4 апреля 2009  |
| 5 (150)  | Антонов просит Людмилу прикрыть его перед женой. Но план не срабатывает, и теперь Ольга уверена, что у Людмилы и Антонова роман. Веник вызывает Галю на разговор о Даше, но разговора не получается. Ребята ссорятся. Галина Сергеевна уверена, что Веник ведёт себя как самовлюблённый осёл, потому что считает всех девушек априори глупее себя. Веник придумывает гениальный план с применением современных технологий, чтобы выманить Дашу в кафе на свидание.                     | 5 апреля 2009  |
| 6 (151)  | Даша считает Веника предателем, ведь он признался ей в любви, и теперь они не могут быть друзьями. Она делает вид, что у неё амнезия, и совершенно «не помнит» его признание. Илья приглашает Галину Сергеевну в кино. Всё было бы прекрасно, если бы он не пригласил также и свою жену. Галя и Илья ссорятся. Галина Сергеевна хочет заставить Полежайкина ревновать и подыскивает себе пятерых парней в Бауманке.                                                                    | 11 апреля 2009 |
| 7 (152)  | Веник корит себя за то, что вёл себя с Дашей неосторожно и снова спугнул её. Маша советует ему найти другую девушку, чтобы забыть Дашу, и приглашает в кафе одну из своих подружек. Галина Сергеевна снова ревнует Илью к жене. Он так расхваливает её стряпню, а Галина Сергеевна, как назло, совершенно не умеет готовить. Мама решает помочь дочке, и теперь между женой Ильи и Людмилой начинается негласное кулинарное соревнование.                                              | 11 апреля 2009 |
| 8 (153)  | Палкин ломает себе ногу, чтобы Людмила за ним поухаживала и они стали ближе друг к другу. Мужское самолюбие Ильи уязвлено — Веник во всём опередил его: юный физик починил всю технику в доме Васнецовых. Тем временем кто-то нападает на Веника и ставит ему синяк под глазом. Галина Сергеевна подозревает, что это Полежайкин. | 11 апреля 2009 |
| 9 (154)  | В поисках невесты в агентство Людмилы приходит сам Андрей Малахов. Галина Сергеевна помогает Маме сделать современный каталог, а Маша тайно заносит туда свои данные. Жене, похоже, очень понравился покупатель — молодой человек по имени Глеб из команды по водному поло, но она никак не решится с ним познакомиться. Федотов просит девочек присмотреть за дочкой. Малахов сделал свой выбор: он требует знакомства с Марией Васнецовой, а после знакомства делает ей предложение. | 11 апреля 2009 |
| 10 (155) | Женя узнаёт, что в планах директрисы — направить её в ПТЛ (профтехлицей — то же самое, что и ПТУ). У Маши скоро контрольная, а Веник заболел. Она должна срочно поставить своего друга на ноги. В итоге Даша застаёт Машу и Веника целующимися. | 12 апреля 2009 |
| 11 (156) | Из-за того, что Женя не участвует в общественной жизни школы, Тамара Ивановна поручает ей привести на классный час интересного человека. Женя приводит Оксану (которую представляет как Оксану Робски) и Палкина. Венику не удаётся объяснить Даше, что их с Машей поцелуй был случайным. Сёстры объявляют Маше бойкот. | 18 апреля 2009 |
| 12 (157) | У Полежайкина появилась не только жена, но и дочь. Илья сразу вошёл в роль отца и теперь активно занимается воспитанием новоиспечённой родственницы. Проблема в том, что его «дочка» — ровесница Галины Сергеевны. Полина мечтает стать лучшей на школьной ярмарке домашней кулинарии. Главные её соперники — одноклассница Диана и её мама-учительница. Пуговка понимает, что ей срочно нужна помощь Василия.                                                                         | 18 апреля 2009 |
| 13 (158) | Полежайкин решил стать примерным семьянином и проводит с «дочкой» всё своё свободное время. Галина Сергеевна доводит его до мысли о том, что она почти её ровесница. После этого Илья начинает заботиться и о Галине Сергеевне. Мама в очередной раз отказывает Палкину во взаимности. Тогда звёздный хоккеист решает действовать через Антонину Семёновну. Если он понравится ей, значит, есть шанс вернуть Людмилу. Но на пороге квартиры Антонины Семёновны он встречает Жихарёву.  | 18 апреля 2009 |
| 14 (159) | У Жени проблема. Теперь она снова будет учиться в первую смену и не сможет работать в магазине. Женя принимает решение бросить школу. Милиция предупреждает, что в городе орудует аферист, который обманывает женщин из брачных агентств. Вскоре на пороге кабинета Мамы появляется мужчина, по всем приметам похожий на преступника. Людмила и Тамара принимают решение задержать злодея.                                                                                             | 18 апреля 2009 |
| 15 (160) | Девочки заключают пари, условия которого становятся настоящей пыткой для каждой из них. К Людмиле приходит мать Палкина и интересуется деталями предстоящей свадьбы. Пожалев её, Людмила не смогла сказать правду о том, что замуж за Емельяна не выйдет. В дело вмешивается Тамара. | 19 апреля 2009 |
| 16 (161) | По совету Маши Веник начинает «угадывать» все желания Даши. Илья оказался в больнице: его сбила машина, за рулём которой был физрук. В обмен на молчание директриса обещает Полежайкину золотую медаль. Он в восторге от этого, а Галину Сергеевну это категорически не устраивает. | 25 апреля 2009 |
| 17 (162) | Женя ещё раз доказывает, что знает о футболе всё. Она с абсолютной точностью предугадывает исход очередной игры. Даша предлагает сестре сыграть на футбольном тотализаторе. У Людмилы встреча выпускников, и она просит Антонова побыть там её мужем. | 25 апреля 2009 |
| 18 (163) | Бывший парень Жени прислал ей из Лондона фотографию девушки, с которой он теперь встречается. Сёстры советуют срочно найти другого парня. Но Женя совершенно не умеет завязывать знакомства. Решить проблему помогают Галина Сергеевна и пикапер Валера. Маша ищет свою вторую половинку с помощью гороскопа. | 25 апреля 2009 |
| 19 (164) | Веник, чтобы узнать, как относится к нему Даша в действительности, сделал прибор, который может заставить кого угодно говорить правду. В это время Полежайкин становится жертвой аферистов, и Галина Сергеевна пытается спасти друга. | 25 апреля 2009 |
| 20 (165) | Галина Сергеевна узнаёт, что может поступить в Оксфорд. Но чтобы там учиться, нужно заплатить немалую сумму. Людмила настроена решительно, ради дочери она готова на всё. А у Веника день рождения, и Маша с Дашей решают накрыть для него стол. | 26 апреля 2009 |

### Сезон 9
| № серии  | Описание серии | Премьера     |
| -------- | --- | ------------ |
| 1 (166)  | Полежайкин всё-таки намерен поехать в Америку на заработки. Галя, желая предотвратить отъезд Ильи, крадёт у него паспорт. Тамара втягивает Людмилу в аферу, предложив использовать клиентскую базу других агентств. Бабушка, поверив рекламе, купила себе «чудодейственный» крем. | 16 мая 2009  |
| 2 (167)  | В брачном агентстве кризис: клиентов нет, а стоимость аренды за кабинет выросла. Офис переходит новому владельцу — Эдуарду, который предлагает Людмиле и Тамаре поработать на него. Тем временем Маша пробует стать радиоведущей. Для моральной поддержки на кастинг она берёт с собой Женю, которую в итоге приглашают работать редактором новостей. Даша и Веник хотят попасть в Книгу рекордов Гиннесса.                                        | 16 мая 2009  |
| 3 (168)  | Женя становится диджеем, но первый эфир проводит просто ужасно. Эдуард открывает агентство «Праздник! Праздник! Праздник!». Людмила и Тамара готовят первое мероприятие и сталкиваются с проблемами — бюджет вечеринки урезается начальником. Маша сочинила с Веником песню и уже принимает приглашение спеть её на корпоративе. | 16 мая 2009  |
| 4 (169)  | Даша понимает, что у неё нет друзей, и решает найти их среди одноклассников. И находит — Якушеву; правда, теперь отношения с сёстрами портятся. Мама и Бабушка соревнуются, кто лучше обучит Пуговку кулинарному мастерству. | 16 мая 2009  |
| 5 (170)  | Из-за справки, которую Веник сделал Даше для освобождения от физкультуры, Мама считает, что та беременна. А Маша снимается в фильме и должна по сценарию пить шампанское, оказавшееся настоящим. | 17 мая 2009  |
| 6 (171)  | Полежайкин хочет поступать в школу милиции, от чего Галина Сергеевна пытается его отговорить. Эдуард решил, что одна из его сотрудниц займёт кабинет, а вторая будет ездить по городу в поисках заказов. Людмила и Тамара борются за место в офисе. | 13 июля 2009 |
| 7 (172)  | Женя не смогла подготовить новости для радиоэфира и в своей передаче выдала информацию, услышанную утром от семьи. Как результат, цена на сахар на рынках сильно выросла. Людмила отвергает Эдуарда, и тот мстит, делая Тамару её начальницей. | 14 июля 2009 |
| 8 (173)  | Государство решило взять всех неформалов под опеку. Даша хочет уйти из готов, но теперь это непросто. Радиоведущий Денис Воронцов, которого заменяла Женя, выходит с больничного. | 15 июля 2009 |
| 9 (174)  | Даша ищет себя: сначала она пробует стать хиппи, а позже на своей новой футболке делает надпись «Я — никто!», что перерастает в модное молодёжное течение. Женя и Воронцов выясняют отношения прямо в эфире радио «Активного». | 16 июля 2009 |
| 10 (175) | Агентству Эдуарда нужно в короткий срок подготовить вечеринку в японском стиле. На выручку приходят Антонов, Маша и Женя. Всё идёт хорошо, пока не появляется заказчик, которым оказывается Василий Федотов. Тамару Ивановну заменяет студент-практикант. Даша пользуется этим для исправления двойки по физике. | 17 июля 2009 |
| 11 (176) | Женя и Воронцов вступают в борьбу за право стать ведущим новой программы о кино. Бабушка делает открытие в мире ботаники: она становится свидетельницей, как уникальное растение изменило свой биоритм. Однако и здесь без девочек не обошлось. | 20 июля 2009 |
| 12 (177) | Бабушка возмущена, что главная роль в спектакле «Золушка» досталась не Пуговке, а Диане. Людмила, пытаясь доказать дочкам, что она ещё молодая, отбивает у Маши парня. | 21 июля 2009 |
| 13 (178) | Женя приглашает Воронцова к себе домой, чтобы подготовить важный эфир. К её удивлению, он понравился всем сёстрам. А Бабушка и Маша нянчат дочку Оксаны, что оказывается непростым занятием. | 22 июля 2009 |
| 14 (179) | Мама и Людмила Михайловна должны организовать последний звонок для выпускников, но они ненавидят друг друга. Даша не хочет уходить во взрослую жизнь, не оставив о себе в школе никаких воспоминаний. Веник и Илья берутся ей помочь. | 23 июля 2009 |
| 15 (180) | Маша серьёзно поссорилась с Мамой. Она решает уйти из дома и поселяется у Веника. У директрисы паника: на экзамен присылают действительно независимую комиссию. | 24 июля 2009 |
| 16 (181) | Людмила Михайловна сообщает классу, что на их выпускной вечер приедут с телевидения, чтобы заснять, как выпускники танцуют школьный вальс. Надо решить, кто его будет исполнять перед телекамерами. Галина Сергеевна хочет, чтобы выбрали её и Полежайкина, но Илья совершенно не умеет танцевать. Венику теперь живётся непросто. Он вынужден всячески прятать свою новую соседку по комнате — Машу — от грозной комендантши.                     | 27 июля 2009 |
| 17 (182) | У радио «Активного» теперь есть свой сайт, на котором размещены фотографии диджеев. Шеф придумал соревнование: за кого подадут больше голосов на сайте, тому не урежут зарплату. Воронцов по числу голосов уже обгоняет, а тут ещё Женю кусает оса. Тем временем сёстры решают, кого отправить жить на место Маши в комнату Даши. Даша сначала сопротивляется — ей не нужны соседи, но потом понимает, что не может сомкнуть глаз именно без Маши. | 28 июля 2009 |
| 18 (183) | У фирмы Эдуарда — юбилей, и он даёт Людмиле задание: найти стриптизёршу, роль которой должна исполнить она сама. А Маша сломала изобретение Веника, и Даша вынуждена помогать ей всё исправить. | 29 июля 2009 |
| 19 (184) | Даша и Маша борются за Веника: обе сестры хотят пригласить его на выпускной вечер, но каждая к себе. Галина Сергеевна поругалась с Полежайкиным, который думает, что у неё кто-то есть. | 30 июля 2009 |
| 20 (185) | У Даши, Галины Сергеевны и Полежайкина выпускной. Там же присутствуют Веник, Маша, Женя, Воронцов и даже Палкин. У Галины Сергеевны и Ильи — первый поцелуй, а у Даши и Веника — серьёзный разговор. | 31 июля 2009 |

### Сезон 10
| № серии  | Описание серии | Премьера         |
| -------- | --- | ---------------- |
| 1 (186)  | Веник просит у Людмилы руку и сердце её дочери. Но вот кому он сделал предложение — этот-то вопрос и мучит Машу и Дашу. Илья, как бывалый жених, помогает Венику составить план торжественного мероприятия и заодно занимает у него пять тысяч рублей. Новое изобретение Веника сыграло с ним злую шутку — молодого гения ударяет током, и он частично теряет память. | 29 августа 2009  |
| 2 (187)  | Даша и Маша борются за внимание Веника. Жене и Денису приходится вести программу о классической музыке, причём помогать им в этом будет гуру радиоэфира семидесятых годов Элеонора Стефанович. «Диджеям» разных поколений никак не удаётся найти общий язык. | 29 августа 2009  |
| 3 (188)  | Бабушка на всё лето уезжает жить на дачу и оставляет своих пауков на внучек. Даша и Маша обещают присмотреть, хотя им сейчас не до этого: Веника выселили из общежития, и они думают, куда его поселить. | 29 августа 2009  |
| 4 (189)  | Даше и Маше приходится прятать от Мамы Веника, которого они поселили в квартире Бабушки. Женя и Денис становятся ведущими викторины на радио «Супершанс». Пуговка звонит в эфир и отвечает на каждый вопрос. Всё бы ничего, вот только один звонок стоит сто рублей.                                                                                                  | 29 августа 2009  |
| 5 (190)  | Илья предлагает Галине Сергеевне поехать на свежий воздух, на дачу Полежайкиных, однако по пути они застревают в пробке. А Людмила не понимает странного поведения Веника, который почему-то стал попадаться ей на глаза одетым только в полотенце. | 30 августа 2009  |
| 6 (191)  | Женя и Денис спорят, кто из них провёл больше корпоративов. Женя отстаёт, но один заказчик предлагает ей провести важное мероприятие. Галина Сергеевна пытается определить, в какой вуз Илья сможет поступить. А Даша, чтобы быть ближе к Венику, собралась поступать в Бауманский университет.                                                                       | 5 сентября 2009  |
| 7 (192)  | Из-за Веника Маша и Даша дошли уже даже до драки. А Эдуард больше не домогается к Людмиле и, более того, начинает уделять внимание Тамаре. | 5 сентября 2009  |
| 8 (193)  | Даша готовится к поступлению в Бауманку. Ночью, накануне собеседования, она не может заснуть и принимает сразу несколько таблеток снотворного. А у Жени появился фанат, который вправду начинает преследовать её. | 5 сентября 2009  |
| 9 (194)  | Воронцова выселяют из съёмной квартиры, и ему негде жить. Женя решает ему помочь и поселяет тоже в квартиру Бабушки. Галина Сергеевна вместе с Ильёй определились с вузом — они будут поступать в Академию МВД. | 5 сентября 2009  |
| 10 (195) | Чтобы помирить Женю и Дениса, сёстры Васнецовы и Веник устраивают для них романтическое свидание. А Эдуард отныне решил каждый вечер ходить на ужин к своим подчинённым. По мнению Тамары, босс зачастил к Людмиле. Ревнивая конкурентка не хочет с этим мириться. | 6 сентября 2009  |
| 11 (196) | К Венику приезжают родители, которые хотят забрать сына обратно в Санкт-Петербург. Маша и Даша в панике. Более того, Бабушка сообщает внучкам, что приедет проведать квартиру. А Пуговка решать создать шедевр, в качестве холста для которого выбирает очень неожиданную вещь.                                                                                       | 12 сентября 2009 |
| 12 (197) | Маша на свою песню «Одуванчики» снимает клип, в чём ей помогают Веник и Даша. И вскоре клипом заинтересовывается одна известная рекламная компания. Полежайкин тем временем готовится к учёбе в Академии МВД. Он приступает к расследованию самых запутанных криминальных дел, таких, как, например, исчезновение кота Жихарёвой.                                     | 12 сентября 2009 |
| 13 (198) | К Денису приезжает его девушка — Катя. Женя начинает ревновать своего коллегу. «Эдуард» назначил одну подругу своим замом. Новая начальница делает невыносимыми рабочие условия Людмилы и Тамары. | 12 сентября 2009 |
| 14 (199) | Для восстановления памяти врач посоветовал Венику новый экспериментальный препарат. Однако Маша и Даша не так уж этому и рады: вдруг он вспомнит не то, что нужно. Полежайкин и Галина Сергеевна едут отдыхать на дачу, но когда оказываются на месте, то выясняется, что Илья забыл ключи от дома. Теперь придётся ночевать под открытым небом.                      | 12 сентября 2009 |
| 15 (200) | Сёстры Васнецовы и их друзья поспорили: мальчики на целый день погружаются в дела девушек, и наоборот. Кто сдастся первым, должен будет появиться в общественном месте в весьма необычном виде. Тем временем Людмила вместе с Галей поехала на дачу к Полежайкиным и случайно сломала там уникальные георгины.                                                        | 13 сентября 2009 |
| 16 (201) | У Веника и Дениса проблемы: Бабушка возвращается с дачи и поселяет квартиранта — Антонова (его выгнала жена из дома). Между тем в агентство Эдуарда обратился Василий Федотов. Он заказал организацию собственных поминок. | 19 сентября 2009 |
| 17 (202) | У Дениса Воронцова день рождения. Сёстры Васнецовы, Веник и Илья устраивают для него праздник на даче Полежайкиных. Людмила и Тамара соревнуются за право стать заместителем шефа, пока тот будет в отпуске. Для этого каждой из них нужно привлечь как можно больше клиентов. Начинается борьба без правил.                                                          | 19 сентября 2009 |
| 18 (203) | Пуговка возвращается с дачи, и встретить её должна Маша, которая, как известно, ответственностью не отличается. Родные решают проучить непутёвую красавицу. Воронцов уверен, что нравится Жене, и начинает действовать активно. Филипп Полежайкин оказывает знаки внимания Даше.                                                                                      | 19 сентября 2009 |
| 19 (204) | Чтобы спасти Дениса от выселения, Женя говорит сёстрам, что они опять встречаются. Однако Галя подозревает, что на самом деле ей нравится Илья. У Веника и Дениса проблемы: Жихарёва услышала шаги в квартире Бабушки, подумала, что это вор, и теперь с топором караулит преступника под дверью.                                                                     | 19 сентября 2009 |
| 20 (205) | Васнецовы готовятся ко дню рождения Даши: ей исполняется восемнадцать лет. Денис уезжает на свадьбу друга, а Женя прикрывает его перед шефом, чтобы тот не заметил отсутствия Воронцова на рабочем месте. В конце серии Веник всё вспоминает и говорит, что любит Дашу.                                                                                               | 20 сентября 2009 |

### Сезон 11
| № серии  | Описание серии | Премьера       |
| -------- | --- | -------------- |
| 1 (206)  | Чтобы привлечь внимание Веника, Галина Сергеевна предлагает Даше вернуться к образу гота. Между тем Женя и Денис проходят тесты на профпригодность. Так как выясняется, что у Воронцова все задатки руководителя, шеф назначает его главным. Женя в знак протеста решается на саботаж. | 2 ноября 2009  |
| 2 (207)  | Даша и Веник боятся, что Маша их застукает. Даша в целях конспирации даже соглашается с Машей по очереди ходить на свидания с Веником. Все однокурсники уверены, что Галина Сергеевна поступила в Академию по знакомству. Галя пытается доказать обратное. | 3 ноября 2009  |
| 3 (208)  | Бабушка вернулась с дачи — Венику и Воронцову снова негде жить. Их решает приютить у себя Жихарёва, но за это молодым людям приходится работать грузчиками. Пуговка не прочитала за лето ни одной книги, потому что она, как сообщает Маме, забыла все буквы. | 4 ноября 2009  |
| 4 (209)  | К Жене приехал из Лондона Евгений, и Женя не может понять, нравится ли он ей по-прежнему. Маша просит Полежайкина проследить за Веником и Дашей: ей кажется, что они от неё что-то скрывают. Но Илья по наводке Галины Сергеевны говорит ей, что Веник встречается с какой-то другой девушкой. | 5 ноября 2009  |
| 5 (210)  | Пуговке нечего рассказать одноклассникам о том, как она провела лето. И Полина сочиняет целую историю, после чего директриса уверена, что Васнецовы — миллионеры, и просит Людмилу оплатить ремонт школы. А Илья не успевает конспектировать лекции. Вскоре выясняется, что быстро писать он умеет на заборах. | 6 ноября 2009  |
| 6 (211)  | Воронцов разбил аквариум с пауками, которые сразу разбежались по дому. Теперь Денису грозит выселение. Галина Сергеевна предлагает Венику способ избавиться от назойливого внимания Маши. Она уверена, если Веник сам признается Маше в любви, то она его тут же бросит. | 9 ноября 2009  |
| 7 (212)  | Маша обиделась на Веника и решила встречаться с Воронцовым. Денис согласен на свидание с Машей, только чтобы узнать, будет ли ревновать Женя. У Даши с Веником первый романтический вечер. | 10 ноября 2009 |
| 8 (213)  | Тамара отдала Людмиле Васнецовой более лёгкий заказ на праздник, а сама якобы работает не покладая рук. В какой-то момент Мама понимает истинную причину такого «благородства» коллеги и придумывает план мести. Между тем Полежайкин взялся решать задачки за деньги для своих одногруппников из академии. | 11 ноября 2009 |
| 9 (214)  | После попытки заработать на электронной валютной бирже Даша оставила семью без пятидесяти тысяч рублей. Теперь она пытается найти работу. Тамара Ивановна, учительница физики, уходит в декрет, и директриса пытается найти ей замену. А Денис и Женя решают пойти вместе на НЕсвидание. | 12 ноября 2009 |
| 10 (215) | У Бабушки юбилей. Однако ей не до праздника, ведь она соврала отцу Антонова, убавив свой возраст на 9 лет (Бабушке исполняется 69, а Михаил Казимирович думает, что ровно 60). Маша и Даша начинают работать в школе. Общее дело сестёр приводит к новым ссорам. | 13 ноября 2009 |
| 11 (216) | Веник и Даша никак не могут прийти к согласию: Веник намерен жениться в 25 лет, а Даша — не раньше тридцати. Параллельно Коля начинает ревновать Пуговку к Венику. | 16 ноября 2009 |
| 12 (217) | Маше кажется, что она неудачница и никогда не выйдет замуж. Ей одиноко, но судьба посылает ей утешение в виде новой подруги — Людмилы Михайловны. А Бабушка переживает, что Галина Сергеевна отвергла науку ради Полежайкина. Илья хочет доказать, что он достоин Галины Сергеевны, и начинает учить латинский язык. | 17 ноября 2009 |
| 13 (218) | Тамара собирается найти мужчину своей мечты на фестивале байкеров. Проблема только в том, что на скорости они не смогут разглядеть её неземную красоту. А у Людмилы более глобальная проблема. Она не может найти печать фирмы и теперь ждёт позорного увольнения. Сёстры решают, что подарить папе на день рождения. Маша самостоятельно готовит отцу подарок-песню.                                                                 | 18 ноября 2009 |
| 14 (219) | Сдать зачёт по спецпредмету «антикоррупционная деятельность» оказывается нелегко даже Галине Сергеевне, но педагог предлагает выход из ситуации. Он готов предоставить студентам специальные буклеты и диски всего за пару тысяч рублей. А Пуговке задали сочинить стихотворение, но у неё ничего не получается. Нет вдохновения, ей нужна муза.                                                                                      | 19 ноября 2009 |
| 15 (220) | Денис получает повестку в армию. Расстроен не только он, но и Женя. Даше кажется, что Веник не уделяет ей достаточного внимания, и она решает не разговаривать с молодым учёным два дня. | 20 ноября 2009 |
| 16 (221) | Васнецовы, чтобы поддержать Дениса и утешить Женю, решают устроить сюрприз — праздничный ужин в честь проводов Воронцова в армию. Однако шеф Жени неожиданно путает все планы. Проблемы также и у Галины Сергеевны с Ильёй — вечером их отправляют на дежурство. Они вынуждены пойти на обман, но он раскрывается. | 23 ноября 2009 |
| 17 (222) | Денис шлёт письма Жене одно за другим. Галина Сергеевна уверена, что Воронцов в этих письмах ей врёт. А к Маше набивается в парни один из её учеников. | 24 ноября 2009 |
| 18 (223) | Антипов преследует Машу, которая, чтобы от него отвязаться, обращается за помощью к Людмиле Михайловне. Галина Сергеевна, Даша и Веник едут на дачу к Полежайкиным, чтобы помочь им копать картошку. Илья и Веник устраивают соревнование — кто больше выкопает картошки. Но неожиданно условия соревнования и участники кардинально меняются.                                                                                        | 25 ноября 2009 |
| 19 (224) | Однокурсники Полежайкина и Галины Сергеевны собираются праздновать день группы, но Гале и Илье негде взять необходимую сумму денег. Тогда Полежайкин предлагает сыграть в лотерею, которую Женя ведёт на радио. А в школе проводится конкурс среди учителей, победителя определят учащиеся. Маша стремится получить звание лучшего учителя.                                                                                           | 26 ноября 2009 |
| 20 (225) | Галина Сергеевна заболела. Она переживает, что Илья не напишет без неё важную контрольную, но тот приносит пятёрку. Маша считает, что рано или поздно Веник бросит Дашу, так как она бесчувственная и бессердечная. Даша решает стать более романтичной девушкой. | 27 ноября 2009 |
| 21 (226) | Женя сорвала эфир с важным гостем, и шеф её увольняет. Однако, она попадает под президентскую программу — ей предлагают учёбу в Йельском университете. А Пуговку мучит вопрос, как сделать сильнее своего друга-одноклассника Колю. Ведь ему нужно отразить нападение хулигана Булкина. | 30 ноября 2009 |
| 22 (227) | Бабушка навсегда ушла от Михаила Казимировича и собирается снова поселиться в своей квартире. Чтобы Веника не выселили, Даше приходится пойти на обман. Но ничего хорошего из этого не выходит: Бабушка теперь живёт вместе с девочками, и Васнецовым приходится несладко. А директриса поссорилась с физруком, у неё плохое настроение, и она готова сорваться на первом же попавшемся подчинённом.                                  | 1 декабря 2009 |
| 23 (228) | У трёх сестёр Васнецовых проблемы с представителями противоположного пола: Маша никак не может справиться с Антиповым, который мстит ей за неразделённые чувства; Пуговка не знает, как утихомирить хулигана Булкина, а Даше кажется, что Веник не уделяет ей достаточного внимания. Девочкам кажется, что у каждой из них проблема серьёзней, чем у других, и каждая предлагает сёстрам свой вариант выхода из сложившейся ситуации. | 2 декабря 2009 |
| 24 (229) | Веник собирается стать первым в мире бодибилдером с уровнем IQ больше ста баллов. Даша категорически против этого. Полежайкин в очередной раз съел голубцы, предназначенные для всей семьи, и Галина Сергеевна решительно настроена тренировать его силу воли. | 3 декабря 2009 |
| 25 (230) | Маме по делам нужно уехать на несколько дней, а Веник и Даша уже строят планы и собираются в ночной клуб. Тогда Людмила приглашает в Москву родителей Веника. Тем временем Маша страдает от одиночества, и Людмила Михайловна предлагает ей замечательный способ весело провести время. | 4 декабря 2009 |

### Сезон 12
| № серии  | Описание серии | Премьера        |
| -------- | --- | --------------- |
| 1 (231)  | Мать Веника подобрала сыну подходящую невесту из интеллигентного Петербурга. Даша разозлилась на него и теперь собирается бросить. А Людмила, пытаясь уберечь страдающую дочь от возможной попытки самоубийства, просит Машу ни на минуту не оставлять Дашу одну. Но у самой Маши раскалывается голова после вчерашней вечеринки.                                                                                | 13 февраля 2010 |
| 2 (232)  | Галина Сергеевна и Полежайкин пытаются помирить Дашу с Веником и делают для этого вид, что сами поссорились. Теперь тем приходится объединить усилия, чтобы «примирить» Илью и Галю. | 13 февраля 2010 |
| 3 (233)  | Бабушка огорошила Васнецовых известием: они с Михаилом Казимировичем поживут две недели в их квартире, пока не закончится ремонт на даче. Людмила предлагает Антонову-младшему разделить срок проживания родителей пополам, но у того возникает идея получше. Он намерен отправить отца с Антониной Семёновной в Турцию. А в школе Маше поручают провести подготовку к ежегодным учениям по гражданской обороне. | 13 февраля 2010 |
| 4 (234)  | У Веника появилась соседка по квартире Оля, приехавшая из Питера. Она понравилась всем Васнецовым, кроме Даши, которая считает новую квартирантку лицемеркой, — и не зря, как оказалось. А на Илью завели уголовное дело. | 13 февраля 2010 |
| 5 (235)  | Директриса поручает Людмиле подготовить «День отца» — показательное мероприятие для нового заведующего РОНО. Пуговка расстроена: ей не выиграть в конкурсе, ведь её папа так далеко. Но у неё появляется гениальная идея — найти другого папу. У Веника новый сосед. Тем временем Галина Сергеевна узнаёт, что в Полежайкина влюбилась победительница школьной олимпиады по физике.                              | 13 февраля 2010 |
| 6 (236)  | Миграционная служба приходит в агентство Эдуарда с проверкой. Буквально за мгновение до этого он назначил Людмилу главным бухгалтером, Тамару — директором фирмы, а себя — простым секретарём. Маша помогает Даше развеяться, и в кафе они знакомятся с известным продюсером. | 20 февраля 2010 |
| 7 (237)  | Маша становится классным руководителем 11 «Б». Директриса угрожает лишить её премии, если она не решит проблему дисциплины в этом хулиганском классе. Между тем Галина Сергеевна собирается помирить Веника и Дашу при помощи хомяков. | 20 февраля 2010 |
| 8 (238)  | Агентство Эдуарда получило заказ на проведение праздника, посвящённого Дню милиции. Людмиле приходится на этом мероприятии петь песню «Одуванчики», но в неожиданной вариации. Тем временем Илье поручают доставить домой своего «деда» — генерала Полежайкина. Проблема в том, что он понятия не имеет, где живёт генерал. А Бабушка узнаёт от Пуговки, что Веник и Даша сбежали из дома.                       | 20 февраля 2010 |
| 9 (239)  | Маша учит Людмилу Михайловну флирту. А Галя и Полежайкин работают под прикрытием, и их напарнику удаётся поймать преступника — одну из сестёр Васнецовых. | 20 февраля 2010 |
| 10 (240) | Пуговка против свадьбы Бабушки и Михаила Казимировича. У Васнецовых сломался компьютер, и чтобы купить новый, приходится во всём экономить. Вскоре сёстры случайно находят у Маши огромную сумму денег. Думая, что она утаила их намеренно, они начинают её «травить». | 20 февраля 2010 |
| 11 (241) | Маше и Даше в качестве общественной нагрузки достаётся уборка школьного этажа. Лишняя работа сёстрам не нужна, и они решают подружиться с Таисией Кирилловной. Тем временем Полежайкин вызывается помочь Академии в подготовке к приезду комиссии из министерства; от него требуются художественные способности.                                                                                                 | 22 февраля 2010 |
| 12 (242) | К Людмиле приезжает её бывший одноклассник, и она планирует с ним грандиозную встречу. Сёстры придумывают план, как устранить «соперника» Папы. Но всех в этом деле превосходит Пуговка, которая пытается использовать «криминальный» способ для решения проблемы. | 22 февраля 2010 |
| 13 (243) | Женя просит сестёр прислать ей комплект матрёшек, но забывает уточнить, какой именно тематики. Теперь в семье Васнецовых идёт спор, какие сувениры покупать: с изображением футболистов или российских политиков. Маше выплатили авторский гонорар за песню «Одуванчики», и теперь у неё глобальная проблема — как потратить деньги.                                                                             | 22 февраля 2010 |
| 14 (244) | Сёстры готовят для Жени виртуальное поздравление с днём рождения. К ним неожиданно приезжает Денис Воронцов. А Маша помогает Людмиле Михайловне резко поменять имидж. | 22 февраля 2010 |
| 15 (245) | Увидев Веника в том же самом смокинге, в котором он был на их первом свидании, Даша подозревает, что у её бывшего возлюбленного появилась девушка, и сообщает, что он должен съехать из квартиры бабушки. А Галина Сергеевна «застукала» Михаила Казимировича в кафе с другой женщиной. | 22 февраля 2010 |
| 16 (246) | Хозяин квартиры хочет выгнать Машу за нарушение правил проживания, поскольку она устроила шумную вечеринку с коллективом школы. В доме Васнецовых авария — отключилось отопление. Людмила, Галина Сергеевна и Пуговка едут погостить к Маше, а Даша с Веником остаются мёрзнуть в квартире. | 8 марта 2010    |
| 17 (247) | Римма Васильевна, директриса школы № 34, предложила Маше место учителя физики. А Пуговка никак не ожидала, что из-за её безобидного рисунка коровы бабушка примет решение навсегда расстаться с Михаилом Казимировичем. | 8 марта 2010    |
| 18 (248) | У Эдуарда появилась идея организовать новогодний праздник для детей, в том числе, для детей сотрудников агентства. Маша не может найти себе парня и вдруг обращает внимание на Веника. Осталось доказать, что между ним и Дашей всё кончено. | 8 марта 2010    |
| 19 (249) | В школьном новогоднем спектакле Полина играет сердце Деда Мороза, которое в финале должны повесить на ёлку. Пытаясь выяснить, что это за абсурдная постановка, Людмила становится её режиссёром. Между тем Васнецовы решают в качестве подарка Жене на Новый год снять любительское кино с участием всей семьи. И всё шло замечательно, пока оператором не стал Полежайкин.                                      | 8 марта 2010    |
| 20 (250) | Новый год. К Даше приезжает её бывший молодой человек Никита. Первого января Людмила вынуждена проводить корпоратив на работе, а Маша — в школе. Веник решает навсегда уехать в Санкт-Петербург. | 8 марта 2010    |

### Сезон 13
| № серии  | Описание серии | Премьера       |
| -------- | --- | -------------- |
| 1 (251)  | Даша и Веник понимают, что любят друг друга, но пока не готовы к женитьбе; правда, они не могут в этом друг другу признаться. Также становится известно, что Михаил Казимирович сделал Антонине Семёновне предложение. А Людмила Михайловна нашла своё счастье в лице Эдуарда. Маша хочет спасти подругу от бабника. | 5 апреля 2010  |
| 2 (252)  | В связи с предстоящей свадьбой у Даши и Веника появляется проблема — молодым негде жить. Людмила уверена, что им лучше поселиться подальше от родни, да и бабушка отказывается сдавать им свою квартиру. А Илья разбил машину отца и вдобавок пустил под откос фуру с радиоприёмниками, и Галина Сергеевна обращается за помощью к Василию. При этом вскоре выясняется, что та фура принадлежала именно Федотову.                                    | 6 апреля 2010  |
| 3 (253)  | Галина Сергеевна начинает работать у Федотова, который уверен, что человек человеку — волк, и никому нельзя доверять. Тем не менее Галя пытается наладить отношения со своими новыми коллегами по-другому — по принципам Карнеги. Директриса поручила Маше работу со школьным лагерем, однако молодому педагогу никак не удаётся справиться с малышами. Но ей повезло: во вражеском стане малолетних хулиганов у неё есть свой человек.              | 7 апреля 2010  |
| 4 (254)  | Галина Сергеевна хочет уволиться: ей сложно совмещать работу и учёбу в Академии. Но Василий не собирается просто так отпустить Васнецову — он обещает ей уладить вопрос со свободным посещением занятий. Даша по-прежнему считает свадьбу преждевременной. Маша предлагает ей, а Илья — Венику отложить бракосочетание следующим способом: вызвать маму Веника.                                                                                      | 8 апреля 2010  |
| 5 (255)  | Маша находит ещё один повод для ссоры Даши и Веника — свадебное платье. Илья расстроен: Галина Сергеевна слишком занята на работе и уделяет ему мало времени. А у той свои проблемы — кто-то выдал их бизнес-информацию конкурентам. | 9 апреля 2010  |
| 6 (256)  | Даша говорит Венику, что у неё нет времени, чтобы подать заявление в ЗАГС, так как директриса загрузила её на работе. Тот решает прийти в школу, чтобы помочь любимой, и теперь Даше приходится хулиганить в школе, чтобы директриса наказала её на самом деле. Олигарх скупил несколько убыточных предприятий и поручил Гале провести в них сокращения. Но так получилось, что среди этих компаний оказалась и контора, где работает Людмила.       | 13 апреля 2010 |
| 7 (257)  | После долгого перерыва в школу возвращается Павел Сергеевич, который теперь будет преподавать физику. Маша понимает, что по-прежнему испытывает к нему симпатию. Между тем Бабушка, Даша и их женихи отправляются подавать заявления в ЗАГС. Но Михаил Казимирович теряет паспорт Антонины Семёновны. Не простив этого, она переезжает обратно в свою квартиру.                                                                                      | 13 апреля 2010 |
| 8 (258)  | Женя решила сделать в учёбе перерыв и навестить родных. Однако она приезжает не одна, а с Джоном. Маша по секрету рассказывает Людмиле Михайловне о своих романтических отношениях с Павлом Сергеевичем, о чём вскоре узнаёт вся школа. Теперь Маше будет сложно выкрутиться из этой ситуации, ведь между ней и Павлом Сергеевичем на самом деле ничего нет.                                                                                         | 14 апреля 2010 |
| 9 (259)  | Женя мечтала о встрече с Денисом полгода, и вот у них появляется возможность устроить романтическое свидание. Но Воронцов, как назло, заболевает ветрянкой. Ученицы строят глазки Павлу Сергеевичу и пытаются с ним флиртовать. Маша возмущена и требует от директрисы срочного введения школьной формы строгого режима. | 15 апреля 2010 |
| 10 (260) | Эдуард хочет сделать предложение Людмиле Михайловне как-то по-особенному, и в этом ему помогает Маша. Тем временем Даша, боясь погрязнуть в домашних делах, пытается определиться в выборе профессии. | 19 апреля 2010 |
| 11 (261) | К Венику приезжают родители. Он уверен: их визит накануне свадьбы — плохая примета. Дашино желание помочь любимому спокойно пережить приезд родни оборачивается скандалом. Олигарх посылает Галину Сергеевну на важное задание: она должна внедриться в ряды комитета обманутых дольщиков. Дело осложняется тем, что председатель комитета — Таисия Кирилловна.                                                                                      | 20 апреля 2010 |
| 12 (262) | По совету Гали, чтобы добиться внимания Павла Сергеевича, Маше просто нужно найти с ним общие интересы. Однако, проблема в том, что общих интересов у них нет. Для привлечения спонсора, бывшего коммуниста, а ныне эмигранта и финансиста, Галина Сергеевна предлагает Василию организовать встречу в стиле комсомола. За организацию этого мероприятия берётся контора Эдуарда.                                                                    | 21 апреля 2010 |
| 13 (263) | Маше не с кем пойти на свадьбу Даши и Веника, но родным она говорит, что парень у неё есть. Теперь ей приходится в сжатые сроки искать себе молодого человека. А Даша и Веник проходят курс в «Академии молодой семьи». После нескольких занятий педагог курса авторитетно заявляет, что из Даши не получится хорошей жены. | 22 апреля 2010 |
| 14 (264) | В день святого Валентина Маше никто не подарил валентинку. Пуговка, чтобы помочь сестре, сама покупает валентинку, которая попадает к Маше в качестве сюрприза от тайного поклонника. Веник изобретает необычный подарок для Даши. | 23 апреля 2010 |
| 15 (265) | Бабушка планирует сыграть свою свадьбу с Михаилом Казимировичем в один день со свадьбой Даши и Веника. Молодёжь это обстоятельство не радует по ряду причин. Маша узнаёт, что Павел Сергеевич хочет уволиться из школы. Она боится больше никогда его не увидеть и просит Галину Сергеевну, чтобы та устроила Павла на работу к Федотову. | 26 апреля 2010 |
| 16 (266) | Чтобы Галина Сергеевна выглядела достойно на предстоящем деловом ужине с партнёрами Олигарха, он приглашает к ней известного стилиста. Галя производит фурор, из-за чего Василий с Оксаной чуть не оказываются на грани развода. Маша предлагает Павлу Сергеевичу быть свидетелем со стороны жениха на свадьбе Даши и Веника. Однако последний ничего об этом не знает. Более того, между ним и учителем физики возникают непримиримые противоречия. | 27 апреля 2010 |
| 17 (267) | По совету Василия Галина Сергеевна берёт себе помощника на работе. Этим помощником оказывается Маша. Людмила в ужасе: Анатолий Тютчев, кузен её мужа и дядя девочек, сбежал из тюрьмы и прячется в их доме. | 28 апреля 2010 |
| 18 (268) | Даша вынуждена организовать банкет для коллектива школы. Однако на этом банкете неожиданно появляется проверяющий из РОНО. А у Павла Сергеевича день рождения, но у него плохое настроение. Он говорит Маше, что нашёл у себя семь редких и нетипичных заболеваний. Та решает устроить для возлюбленного настоящий праздник, чтобы он забыл о своей болезни.                                                                                         | 29 апреля 2010 |
| 19 (269) | Веник показывает Даше фамильную драгоценность, которую по настоянию родителей должен был подарить именно на свадьбе. Вскоре эта брошь исчезает. Поиски осложняются приездом Аэлиты и Виктора. | 30 апреля 2010 |
| 20 (270) | Васнецовы заняты подготовкой к свадьбе. Приезжают Женя и Воронцов, которым, однако, опять не удаётся устроить свидание. Сама Даша всю ночь не спала из-за волнений перед предстоящим бракосочетанием. Вскоре она и вовсе исчезает. | 4 мая 2010     |

### Сезон 14
| № серии  | Описание серии | Премьера         |
| -------- | --- | ---------------- |
| 1 (271)  | Дашин свадебный букет ловит неожиданно вернувшийся папа. Но на следующий день после свадьбы он собирается уехать обратно в Красноярск. Всё же задержать отца дочкам помогает милиция. Веник забыл выключить веб-камеру, и видео их с Дашей брачной ночи попало в Интернет. | 30 августа 2010  |
| 2 (272)  | Подписка о невыезде аннулирована, и Сергей всё же намерен уехать в Красноярск. Но тут девочки решают выпроводить из дома маму. Стараясь спасти сына, Аэлита Степановна воспитывает Дашу, а Маша пытается обратить на себя внимание Павла Сергеевича. | 31 августа 2010  |
| 3 (273)  | Васнецов расстроен, ведь он не стал хорошим отцом для своих дочерей. По совету Антонова сёстры загружают отца своими проблемами, количество которых постоянно растёт. Сергей жаждет им помочь, и в результате Даша и Маша лишаются работы в школе. В неустоявшуюся семейную жизнь Даши и Веника вмешивается третий лишний.                                                                                             | 1 сентября 2010  |
| 4 (274)  | Все озабочены поиском работы для Сергея. А новый поклонник Маши начинает активные ухаживания, чем чуть ли не срывает ей открытый урок. Людмила скрывается от супруга, однако она переживает за него. Вместе с Антоновым они находят клиентов для Васнецова. Сергей доволен: наконец-то появилась работа. | 2 сентября 2010  |
| 5 (275)  | Василию скучно, ему хочется приключений, но Оксана против того, чтобы муж ехал в опасные поездки. Поэтому Галина Сергеевна предлагает другой способ, без вреда для здоровья. Однако похождения Аллигатора попадают в Интернет. Людмила очень долго находится «в Америке», и Сергей решает, что она снова бросила детей. А сёстры узнают, что у отца в Красноярске есть «возлюбленная», которая как раз приехала к ним. | 6 сентября 2010  |
| 6 (276)  | Обманутый дочерьми и Людмилой Сергей Васнецов решает уехать в Красноярск. Даша, «отрекаясь» от семьи, хочет ехать с ним. У Веника семейные разборки, поэтому брак его и Даши под угрозой срыва. Тем временем Антонов сидит в кафе с Пуговкой и вдруг решает притвориться её отцом, поскольку девушкам это нравится. Сергей думает о разводе.                                                                           | 7 сентября 2010  |
| 7 (277)  | Полежайкин съезжает, оставляя в покое Дашу с Веником. Но теперь Сергею требуется квартира Бабушки, ведь больше ему негде жить. Эдуард сватается к Людмиле, а Васнецов начинает читать лекции о трудностях жизни в семье. Сёстры решают, что они бессильны перед ссорой родителей. | 8 сентября 2010  |
| 8 (278)  | Даша с Веником переезжают в квартиру Жихарёвой. А Сергей устраивается на новую работу — теперь он будет школьным психологом. Таисия Кирилловна устраивает показательные выступления своих специалистов и вызывает в школу Людмилу. | 9 сентября 2010  |
| 9 (279)  | Василий учится играть в шашки, а Галина Сергеевна, попутно с учением, изобретает новый вид спорта. У Людмилы Михайловны депрессия: она рассталась с Эдуардом. Но неожиданно она встречает свою самую сильную любовь — Сергея — и приглашает его в кафе, куда вскоре наведываются Людмила и Эдуард. | 13 сентября 2010 |
| 10 (280) | Олигарх подыскал для Папы хорошую работу, но после этого ссора родителей усугубляется, так как они стали конкурентами. А к Даше приходит привидение «умершего мужа» Жихарёвой. Веник в это не верит, но скоро поймёт, как глубоко он ошибся. | 14 сентября 2010 |
| 11 (281) | Таисия Кирилловна вскоре перейдёт на другую работу, в РОНО. Предстоят выборы нового директора школы. Маша и Людмила Михайловна соревнуются за эту должность, а Сергей и Людмила — за клиентов. Антонов по заданию Васнецова даёт «ценные советы» Людмиле, но позже они действительно помогают ей. А Тамара близка к своему счастью в личной жизни.                                                                     | 15 сентября 2010 |
| 12 (282) | Сёстры решают избавить родителей от конкуренции, прибегнув к их воспоминаниям, однако по случайности чуть не лишают отца зрения. Эдуард оказывается в бегах. У Людмилы Михайловны тайная встреча, но Маша путает все планы. Сергей всё же уезжает в Красноярск, хотя не один, а с женой. | 16 сентября 2010 |
| 13 (283) | Таисия Кирилловна затеяла ремонт в учительской и поручает это занятие Маше. Ей тщетно помогает Эдуард. Даша и Веник ссорятся, и Галина Сергеевна решает им помочь. А в картотеке Жихарёвой — ошибка. Исправить её помогают сёстры Васнецовы. | 20 сентября 2010 |
| 14 (284) | Веник снялся в рекламе и приобретает уйму поклонниц. Даша ревнует и решает найти мужу новую работу. Галина Сергеевна считает, что Полежайкин неромантичен, поэтому тот решает узнать об этом подробнее. Пуговка же сочиняет гимн школы, а Василий ей в этом помогает. | 21 сентября 2010 |
| 15 (285) | У Даши и Веника очень странные гости, которые сами не понимают, что они такие. Пуговка устроила разгром в квартире и попадает в милицию вместе с Галиной Сергеевной. И тут из Красноярска возвращаются Папа и Мама. В итоге в отделении милиции всем Васнецовым поставили ошибочный диагноз: шизофрения. Вскоре Сергею и Людмиле объявляют дату судебного заседания по разводу.                                        | 22 сентября 2010 |
| 16 (286) | До развода осталось три дня. Сёстры решают сорвать заседание суда по бракоразводному процессу. Сергей становится «звёздным психиатром», героем жёлтой прессы, и признаётся на всю страну в любви к жене. Однако сама Людмила этого признания не видит — она улетела в командировку в Сургут. | 23 сентября 2010 |
| 17 (287) | Василий попросил Сергея сплотить его трудовой коллектив, и те занимаются уборкой у Васнецовых. Веник готовит жене сюрприз, но Даша начинает его ревновать к Маше. У той же хорошо получается провести первый рабочий день в качестве учителя информатики. | 27 сентября 2010 |
| 18 (288) | Тамара может лишить Сергея очень важной клиентки. Ему помогает Антонов. По пробному ЕГЭ все выбирают физику. Результаты этого теста приводят в шок Машу. Людмила решает помириться с мужем, но вдруг видит его с очередной VIP-клиенткой с Рублёвки. | 28 сентября 2010 |
| 19 (289) | Сергей, желая помириться с супругой, читает советы гламурных журналов. Антонов и Тамара используют другие методы. В результате Васнецов получает многочисленные ранения, и Людмила за ним ухаживает. Маша в очередной раз будет сниматься в кино. | 29 сентября 2010 |
| 20 (290) | Даша беременна; теперь она не знает, как рассказать об этом Венику. Сергей и Людмила мирятся, но суд уже вынес решение о разводе. Пуговка использует Василия, чтобы всё исправить. Маша снимается в сериале с постоянно меняющимся сценарием. | 30 сентября 2010 |

### Сезон 15
| № серии  | Описание серии | Премьера       |
| -------- | --- | -------------- |
| 1 (291)  | Действие сериала переносится на несколько месяцев назад. Маша с Галиной Сергеевной и Даша с Веником сняли квартиры в одном доме. Галя с Дашей подговаривают прораба Зину, чтобы она сделала ремонт молодожёнам. За это Веник должен заниматься репетиторством с Катей, дочкой Зины. Маша уже скоро должна будет начать сниматься в сериале, поэтому она решает уволиться из школы. Напоследок Маша всё высказывает Таисии Кирилловне в своём видеообращении, но тут в школу неожиданно возвращается Павел Сергеевич. | 28 марта 2011  |
| 2 (292)  | Людмила Михайловна помогает организовать романтическое свидание Маше с Павлом Сергеевичем, но на него неожиданно приходит Эдуард. По совету Галины Сергеевны, Веник становится неряхой, чтобы избавиться от Кати, которая в него влюбилась. Маша учит Пашу романтике, а Бабушка даёт советы Даше, как правильно жить в браке. | 28 марта 2011  |
| 3 (293)  | Так как Эдуард сидит на сайте знакомств, Маша с Людмилой Михайловной подозревают его в измене, и вместе с Катей пытаются его разоблачить. Даша с Веником и Зиной помогают Галине Сергеевне доказать Маме, что она уже взрослая. | 29 марта 2011  |
| 4 (294)  | Маша с Эдуардом дают Павлу Сергеевичу советы, как знакомиться с девушками. У Даши с Веником годовщина знакомства. Чтобы заработать Даше на подарок, Веник устраивается продавцом. Тем временем Даша весь день принимает поздравления от незнакомых людей, от чего её уже просто тошнит. А Эдуард чуть не поссорился с Людмилой Михайловной. | 30 марта 2011  |
| 5 (295)  | Галина Сергеевна с бывшим милиционером Вовой пытаются уговорить одного журналиста Фила написать опровержение на статью, от которой пострадал бизнес Олигарха. Однако в ходе событий, Галя устраивает Феликса на работу к Василию на телеканал «ТВ-8 Москва». Таисия Кирилловна увольняет беременную Дашу и поручает Маше сообщить ей об этом. Фил же помогает Даше остаться лаборантом. | 31 марта 2011  |
| 6 (296)  | Фил просит Галину Сергеевну приютить его у себя, а чтобы Полежайкин ничего не заподозрил, он говорит, что Маша — его девушка. Веник с Пуговкой занимаются с отстающими учениками (с Катей и Булкиным) по особой методике. Маша приглашает Пашу к себе домой на практическое занятие. | 4 апреля 2011  |
| 7 (297)  | Даше кажется, что Веник её стесняется, а сам Веник устраивается на работу в универмаг. Галя с помощью Вовы пытается выгнать Фила из квартиры, но он нашёл помощника в Зине. Она даёт ему ключи от свободной квартиры в этом доме. Веника замучала совесть в виде Антонова и Эдуарда. | 5 апреля 2011  |
| 8 (298)  | Олигарху поручили сделать презентацию о нанотехнологиях. Если она будет удачной, то он будет должен за свой счёт заняться их изобретением. Даше не хватает адреналина, в итоге ноутбук Веника сломан, а Мама, ради Даши, совершает прыжок с парашютом. | 6 апреля 2011  |
| 9 (299)  | Маша с Галиной Сергеевной решают отпраздновать новоселье. Чтобы попасть туда, Фил снимает очередной репортаж и подговаривает Пуговку украсть что-нибудь у сестёр. Мама Веника даёт Даше деньги на покупку холодильника, но чтобы Веник ничего не знал. Даша с Веником подозревают друг друга в воровстве. | 7 апреля 2011  |
| 10 (300) | После новоселья Маша пытается задержать Пашу у себя до утра. Галя идёт ночью на работу, чтобы доделать отчёт, но Олигарх подозревает её в воровстве. А Фил с Веником идут в подпольное казино и влезают в большие долги. Когда Даша узнаёт об этом, ей становится плохо. | 11 апреля 2011 |
| 11 (301) | Зина случайно обижает профессора, который подумал что она — мама Веника. Теперь Зина с Веником пытаются выкрутиться. Таисия Кирилловна уезжает на симпозиум и временно назначает Эдуарда директором школы. В это время Людмила Михайловна пытается вызвать у Эдуарда ревность с помощью Павла Сергеевича. | 12 апреля 2011 |
| 12 (302) | Месяц назад фразу о социальной ответственности бизнеса, неосторожно оброненную Олигархом, всерьёз восприняло не только правительство. В результате чего в семье Васнецовых происходит переполох. Чтобы Даше с Веником дали денег на развитие будущего ребёнка, они притворяются нищими. Маша просит Фила побыть её мужем для конкурса молодых педагогических семей. В борьбу за участие в этом конкурсе вступают также Людмила Михайловна с Эдуардом.                                                                | 13 апреля 2011 |
| 13 (303) | Галина Сергеевна вдруг понимает, что она любит Полежайкина, как мать. Фил считает, что Маша в него влюбилась, а Катя очарована умом Ильи. Так как Павлу Сергеевичу нравятся умные и некрасивые девушки, Маша приглашает его в кафе со своей красивой школьной подругой. | 14 апреля 2011 |
| 14 (304) | Илья скрывает свои чувства к новой девушке, Фил пытается выяснить, кто это. Маша собирается рассорить Галю и Илью окончательно, что, конечно, не вовремя. Тем временем Даша в очередной раз идёт на консультацию к врачу, а Венику не хочется двух детей. Врач вызывает Веника на консультацию, чтобы сказать, что у них будет двойня. | 18 апреля 2011 |
| 15 (305) | Маша и Галина Сергеевна пытаются выяснить, кто у них в доме хозяин, а Фил любое пристальное внимание к своей персоне принимает за влюблённость, что ещё больше усложняет его и без того непростые отношения с Галиной Сергеевной. В это время Даша хочет напомнить Венику, как она умеет закатывать скандалы. Катя же старается не пропустить ни одного занятия, причина тому — Полежайкин. | 19 апреля 2011 |
| 16 (306) | Во время открытого урока, специально устроенного для родственников Зины, Венику удаётся доказать, что Катя — очень прилежная ученица, а Илья наконец-то добился разрешения у Зины на встречи с её дочерью Катей. Павлу Сергеевичу тоже приходится доказывать своим бабушке и дедушке, насколько он уже повзрослел, ведь у него даже есть девушка. Вот только девушек оказывается сразу двое — Даша и Маша, причём, первая уже на пятом месяце беременности.                                                          | 20 апреля 2011 |
| 17 (307) | Из-за того, что Илья Полежайкин никак не мог решиться рассказать правду своему отцу об отношениях с Галиной Сергеевной, Полежайкин-старший присылает сватов. Вот только сваты приходят не за Галиной Сергеевной, а к Зине за Катей. Лишь только в кафе всем удаётся разобраться, кто к кому сватается. Тем временем Маша и Пуговка вступают в борьбу за право сниматься в рекламе шоколада. Их соперники — учительница Пуговки и её дочь Диана.                                                                      | 21 апреля 2011 |
| 18 (308) | Фил с помощью Пуговки очаровывает маму Маши. Теперь Людмила хочет, чтобы Маша сама познакомила с ней Фила. По словам Маши, Галина Сергеевна не может иметь романтических отношений, из-за этого Галя срочно ищет парня на один вечер, чтобы представить его своей маме. Этим парнем оказывается как раз Фил. Веник идёт с Дашей в женскую консультацию, куда в то же самое время приходит проверка из Минздрава. | 25 апреля 2011 |
| 19 (309) | Маша после безуспешных попыток взять сердце Павла Сергеевича штурмом решила перейти к осаде, однако, во время этой осады выясняется, что Паше нравится Галя, а Гале — Паша. Тем временем Илья учит Пашу драться, а Пуговка становится крутым полицейским. | 26 апреля 2011 |
| 20 (310) | К Венику и Даше приходят их мамы, которые дают своим детям дельные советы. В итоге жизнь молодой семьи из спокойной превращается в боевые действия. Павел Сергеевич дарит цветы Васнецовой, осталось выяснить какой. | 27 апреля 2011 |

### Сезон 16
| № серии  | Описание серии | Премьера     |
| -------- | --- | ------------ |
| 1 (311)  | Зина сделала ремонт в квартире Веника. Галя тем временем приходит за советом к Даше — как ей быть в ситуации с Павлом Сергеевичем и Машей. У Даши проблемы — ей могут дать условный срок за крупные кражи на стройке. В это время Фил идёт в кафе с Машей. | 16 мая 2011  |
| 2 (312)  | Веник уехал на конференцию. Тем временем Даша учится готовить, а заодно помогает Галине Сергеевне решить её проблему. Чтобы отвлечь Машу от Павла Сергеевича, уехавшего в Королёв, они используют различные методы. Например, регистрируются в аське под именем Паши. А в качестве «тяжёлой артиллерии» им приходится задействовать даже Женю. Даша даёт советы и Пуговке, ведь её маму вызывают в школу. | 17 мая 2011  |
| 3 (313)  | Безмятежная семейная жизнь Даши и Веника в прошлом, теперь с ними живёт Маша. Галя пытается помириться с Машей, однако для этого ей приходится кое-кем пожертвовать. Планы Фила по привлечению внимания Маши сорваны. Причина одна — место молодой журналистки на «ТВ-8 Москва» заняла не Маша, как он планировал, а Женя. Фил и Женя берут интервью у олигарха. Посмотрим, каким получится интервью, если учесть, что Женя и Фил отныне — непримиримые враги. | 18 мая 2011  |
| 4 (314)  | Даша и Галина Сергеевна собираются на встречу выпускников. Веник решается протестировать экспериментальный лекарственный препарат, чтобы получить за это деньги на платье Даше, в котором она пойдёт на встречу с бывшими одноклассниками. Людмила Михайловна боится, что Эдуард к ней охладел. Наладить личную жизнь ей помогают Маша и авантюризм Фила. | 19 мая 2011  |
| 5 (315)  | Павел Сергеевич болен или это всё выдумки Фила, который по-прежнему пытается завоевать сердце Маши. В любом случае олигарх Василий будет в плюсе, ведь на «ТВ-8 Москва» уже открыт «марафон пожертвований денег на лечение Паши». В школе практически не осталось мужчин. Теперь в центре внимания женского коллектива — завхоз Эдуард. Однако, неожиданно у него появляется соперник. | 23 мая 2011  |
| 6 (316)  | Доктор сажает Дашу на строгую диету. По решению РОНО в школах создаются свои сайты. В итоге по посещаемости выигрывает сайт 69 школы, но ценой посягательства на авторитет самой Таисии Кирилловны. В гости к Даше и Галине Сергеевне приходит старая, больная бабушка Фила. В это же самое время Жихарёва выступает перед телезрителями в Жениной программе на «ТВ-8 Москва». | 24 мая 2011  |
| 7 (317)  | В студии канала «ТВ-8 Москва» погром, причём ведущие Женя и Фил дерутся и разыгрывают друг друга в прямом эфире. Выясняется, что Мама беременна. Первой об этом узнаёт Даша, и именно из-за этого начинаются её мучения. Тем временем Галя и Маша подозревают, что отношения Папы и Мамы накалились до предела. | 25 мая 2011  |
| 8 (318)  | Маша пытается вывести предателя, который сливает информацию Павлу Сергеевичу, на чистую воду. Ей в этом помогает Фил, но не совсем обычным способом. Илья помогает Зине и хочет показать Кате, что ему для неё ничего не жалко. Фил понимает, что влюбился в Машу. | 26 мая 2011  |
| 9 (319)  | Даше нужно уже ложиться в клинику. Перед ней стоит достаточно сложный выбор: обычная больница с чудаковатым врачом или очень дорогое частное лечебное заведение. Веник и Маша снимаются в социальной рекламе, целью которой является повышение рождаемости. | 27 июня 2011 |
| 10 (320) | С помощью Галины Сергеевны Фил намерен вызвать у Маши сразу три сильных чувства: ревность, жалость и восхищение. А Олигарх всеми способами пытается сохранить своё реноме самодура и увольняет Фила. Поддержат Феликса в эту трудную для него минуту коллеги по работе — Женя и Римма Карловна. | 27 июня 2011 |
| 11 (321) | Даша просит Веника рассчитывать своё время так, чтобы хватало и на работу, и на общение с любимой женой. В результате Веник пытается уделять внимание и тому, и другому одновременно. Это приводит к огромному количеству недоразумений, самым крупным из которых становится нападение Зины на одного мужчину в кафе. Пуговку назначают главным редактором стенгазеты класса, а Полежайкин просит Веника помочь ему устроить свидание с Катей. Маша отравилась после свидания с Филом.                                                                                       | 28 июня 2011 |
| 12 (322) | В эфире «ТВ-8 Москва» новая ведущая — ведунья Согдиана. Галина Сергеевна, не верящая в заговоры, разработала специальную методику для Феликса, пытаясь в подсознание Маши внедрить положительный образ Фила. Даша готова взорваться от нового подарка её свекрови. Между тем полным ходом идёт подготовка к свадьбе Людмилы Михайловны и Эдуарда. | 29 июня 2011 |
| 13 (323) | Эдуард решил сэкономить денег на собственной же свадьбе. По его просьбе, Маша берёт всю ответственность за их с Людмилой Михайловной свадьбу на себя. Филу наконец-то удаётся доказать Маше, что он самый лучший. Тем временем Галя готовится к приезду Павла Сергеевича и чуть не сходит с ума — кажется, у неё раздвоение личности: одно «Я» Пашу хочет отдать Маше, а другое «Я» — оставить себе. Неожиданный приезд Павла Сергеевича застаёт всех врасплох. Молодожёны отправляются в самое расточительное свадебное путешествие в Париж, а Паша вновь покидает столицу. | 30 июня 2011 |
| 14 (324) | Маша всё узнаёт про роман Гали и Паши, а также про то, как этим решил воспользоваться Фил. Маша злится на Галину Сергеевну и на Феликса, а Павел Сергеевич — на самого себя, ведь он никак не может обуздать свои первобытные чувства. Олигарх должен создать на своём канале политическое ток-шоу, а Маша решила, что между ней и Филом всё кончено. | 4 июля 2011  |
| 15 (325) | Фил в командировке, Маша соскучилась по нему. И вот спустя два месяца происходит их встреча. Но оказывается, что у Маши появился новый парень, а Фил в Казани познакомился с другой девушкой. Мама Веника хочет, чтобы Даша переехала жить в Санкт-Петербург. Что на это скажут сама Даша и её Бабушка? | 5 июля 2011  |
| 16 (326) | Как только Зина закончила делать ремонт, выяснилось, что дом, где живут девочки, будет снесён, как ветхое здание. Теперь Зина не знает, как ей быть с бельгийским ламинатом. Фил решил создать ТВ-программу, целью которой была бы борьба за то, чтобы дом не сносили. Маша полностью переключилась на другого парня, но у него нет её номера телефона. | 6 июля 2011  |
| 17 (327) | Веник страдает бессонницей из-за своей, чуть ли ни круглосуточной работы. Даша переживает за него и старается ему помочь, поэтому физикой с Катей теперь будет заниматься Маша. Фил никак не решается поцеловать Машу, а причина того — Галина Сергеевна. Между тем Маша, которая помнит, как сёстры у неё уводили парней, будет действовать в отношениях с Филом решительно. Она собирается с ним переспать. | 7 июля 2011  |
| 18 (328) | Даша ушла в декрет, но она по-прежнему отлынивает от всех поручений Мамы. Олигарх в своём интервью сказал, что беременная сотрудница — это плохо. Однако, Федотов нашёл выход из этой скандальной ситуации — теперь его замом будет беременная Даша. Её задача: опровергнуть интервью Василия. Маша убеждает Катю, что влюблённый мужчина застенчив. | 11 июля 2011 |
| 19 (329) | Канал «ТВ-8 Москва» посетит депутат Госдумы. Если эфир будет проведён на высоком уровне, то телеканал получит государственную поддержку. Но Филу не до этого, он полностью увлечён Машей. Галина Сергеевна готова «убить» Фила, а Даша хочет срочно поднять свой интеллектуальный уровень и сама того не понимая помогает Филу и своей младшей сестре. | 13 июля 2011 |
| 20 (330) | Пуговка предлагает Филу инсайдеровскую информацию о Маше, в результате этого Феликс думает, что Маша хочет от него ребёнка. Сёстры всячески оберегают маму от волнений, у Даши начинаются схватки, а Пуговка объявляет начало новой жизни. | 14 июля 2011 |

### Сезон 17
| № серии  | Описание серии | Премьера         |
| -------- | --- | ---------------- |
| 1 (331)  | С момента рождения Сонечки, дочки Даши и Веника, прошло полгода. Но Васнецовы отмечают это событие не в полном составе — Папа, Мама, Пуговка и Женя в Красноярске, уехали они туда временно, пока в их московской квартире идёт ремонт. Тем временем Маша репетирует свою роль в сериале. | 22 августа 2011  |
| 2 (332)  | Машу могут выгнать из сериала, а Веник отныне собирается с Кати брать деньги за помощь ей в учёбе. | 22 августа 2011  |
| 3 (333)  | Сериал, в котором играет Маша, закрыли на 2 месяца. Фил пытается успокоить Машу и предлагает ей сняться в рекламе. Галине Сергеевне, теперь как работнице химико-биологической лаборатории, Профессор даёт распоряжение — чтобы получить деньги от министерства, нужно открыть новое направление научных исследований. | 23 августа 2011  |
| 4 (334)  | Даша идёт в школу на праздник Дня учителя, с Сонечкой будет сидеть Бабушка. У Галины Сергеевны украдена идея разработки нового направления научных исследований. | 24 августа 2011  |
| 5 (335)  | Веник получил деньги за курсовую работу, он хочет их потратить на компьютер, а Даша — на няню для Сонечки. Фил раскрывает махинации Профессора Галины Сергеевны. А в Интернете будет транслироваться Парад планет, Васнецовым лишь остаётся загадать желание. | 25 августа 2011  |
| 6 (336)  | Фил уволен, он уехал к тётке в Воронеж. Маша пытается выяснить причины произошедшего. Про няню для Сони придётся забыть — у Веника сломался компьютер, и ему теперь нужен новый. Бабушка отказывается сидеть с правнучкой. | 26 августа 2011  |
| 7 (337)  | Пуговка прилетает в Москву на каникулы. Но не одна, а с Вадимом, который сразу же понравится Маше. Полина остановится у Даши с Веником, при этом будет жить по Красноярскому времени, из-за чего Дашу чуть не уволят. Пуговка поможет молодой семье нянчить Сонечку. | 29 августа 2011  |
| 8 (338)  | Вадим отныне живёт в квартире Фила, а Пуговка пойдёт в цирк со своим старым классом. | 29 августа 2011  |
| 9 (339)  | Вадим терпеть не может ситком «Короткая любовь». Даша с Веником вынуждены купить коньяк Эдуарду, но их семейный бюджет не резиновый. Веник находит выход из этой сложной ситуации. | 30 августа 2011  |
| 10 (340) | Вадим узнал, что Маша снималась в «Короткой любви». Даша думает, что Вадим ударил Машу, и просит Веника разобраться с этим десантником по-мужски. Между тем каникулы Пуговки заканчиваются, пора возвращаться в Красноярск. | 31 августа 2011  |
| 11 (341) | Дашу, Веника и Галю шантажирует один гипнотизёр: он заставляет их покупать ненужную продукцию за большие деньги. Но спасенье есть — это знания Веника в области физики. Кате нравится форма десантников. Теперь Илья пойдёт на любое преступление, чтобы достать эту форму. | 1 сентября 2011  |
| 12 (342) | Тревога — пропал Вадим. Маша просит Полежайкина найти Вадима. А у Галины Сергеевны в лаборатории отключили электричество, и тут внезапно появляется Максим, ассистент профессора Журавлёва. Он приглашает Галю в кафе. Однако, научный руководитель Галины Сергеевны против всяких контактов с этим человеком. | 2 сентября 2011  |
| 13 (343) | Катя приняла экспериментальные таблетки, повышающие уровень интеллекта у крыс. Теперь она просто поражает всех своими знаниями. Вадим отныне вынужден смотреть «Короткую любовь», а Даша пытается отговорить мужа от очередной поездки на научную конференцию в Санкт-Петербург. | 5 сентября 2011  |
| 14 (344) | Веник поедет на конференцию, проживать он будет у родителей. Но тут возникает проблема: Веник едет к родителям в Питер, а родители в это время едут к нему в Москву. Тем временем Полежайкин знакомится с новым другом Гали — Максимом. | 6 сентября 2011  |
| 15 (345) | Вадим в квартире Маши проводит кастинг девушек на роль в сериал, а мама Веника и бабушка Даши не могут найти общий язык — предметом их споров является Сонечка. Тем временем Профессор предлагает Кате устроиться к нему на работу. | 7 сентября 2011  |
| 16 (346) | В лаборатории Профессора официально числятся 3 работника: он сам, Галя и несуществующая Марина. Профессору есть чего опасаться, ведь скоро должен приехать проверяющий, который может обнаружить «мёртвые души». В учительской, по инициативе директрисы, установили камеры — Таисия Кирилловна считает, что в школе должна быть только общественная жизнь и ничего личного. Тем временем мама Веника и бабушка Даши определяют по тесту, кто из них идеальная бабушка. | 8 сентября 2011  |
| 17 (347) | Из школы уволился сторож, отныне его обязанности будут выполнять сами педагоги, за деньги. Этой ночью дежурить будет Даша. На следующий же день выяснится, что из школы украли спирт. Разрешить эту проблему Даше поможет Галя, правда совсем незаконным путём. У Вадима трагедия — его форма испачкана, а после стирки Маши безнадёжно уничтожена. | 12 сентября 2011 |
| 18 (348) | Даша с Веником пытаются продать лишнюю радио-няню. Профессор собирается установить у своего конкурента Журавлёва прослушивающее устройство, задействовать в этом он собирается Галину Сергеевну. Машу укусил комар, отныне она начинает войну с кровососущими. | 13 сентября 2011 |
| 19 (349) | Профессор не хочет, чтобы Галина Сергеевна уволилась, он пытается её оставить работать в своей лаборатории. Тем временем Даша с Веником готовы стать дебоширами ради своей выгоды и выгоды Полежайкина. | 14 сентября 2011 |
| 20 (350) | Максим изъявляет желание помириться с Профессором Гали, но вызывает лишь подозрительность у научного руководителя. В «Короткой любви» снимется сам Шаповалов, как приглашённая знаменитость. Там он и познакомится с Машей, пригласит сниматься в новый фильм и попытается соблазнить её. | 15 сентября 2011 |

### Сезон 18
| № серии  | Описание серии | Премьера        |
| -------- | --- | --------------- |
| 1 (351)  | Пуговка приезжает в Москву, теперь она снова будет учиться в московской школе. С Сонечкой на этот раз посидит Катя — Даша и Веник, похоже, забыли, что нельзя оставлять ребёнка с ребёнком. Тем временем Вадим пытается переписать сценарий «Короткой любви», и это ему удаётся — Шаповалова в сериале больше нет. | 24 октября 2011 |
| 2 (352)  | В свой класс никак не может вернуться Пуговка: на её место приняли другого ученика, а, согласно законодательству, в классе не должно учиться больше 25 человек. У Маши появляется свой фан-сайт, однако, популярностью он не пользуется. В итоге, чтобы Маша не расстраивалась, Галя, Веник, Вадим и Полежайкин регистрируются на этом сайте, но под другими именами, и пишут восторженные отзывы о таланте актрисы Марии Васнецовой. Маша и вправду думает, что это настоящие поклонники. | 25 октября 2011 |
| 3 (353)  | Маша решает организовать встречу со своими фанатами. Они понимают, что Маша может узнать про их обман. Зина приступает к ремонту детской для сына Сергея и Людмилы Васнецовых и требует, чтобы Даша предоставила ей план детской. Позже выяснится то, что оплатить такой грандиозный ремонт Васнецовы не в состоянии. | 26 октября 2011 |
| 4 (354)  | Маша отныне ведёт прогноз погоды, а Васнецовы, Жихарёва и лифт задерживают мошенницу. | 27 октября 2011 |
| 5 (355)  | Один из поклонников предлагает Маше отправиться в Голливуд автостопом. Пуговка своим фамильным рецептом не оставляет равнодушной даже инспектора РОНО. | 28 октября 2011 |
| 6 (356)  | В доме, где живут Васнецовы, проблемы с водопроводом. И это ещё полбеды: в квартиру Вадима, находясь в воинственном расположении духа, ломится сосед снизу. Причина в том, что его затопил Вадим. У Веника с Дашей тоже дела не лучше: Даша вывела из строя новое изобретение Веника, предназначенное для приготовления еды Сонечке. | 31 октября 2011 |
| 7 (357)  | Вадим может получить от киностудии комнату в общежитии — но при одном условии: он должен быть женат (комнаты достаются только семейным парам). Поэтому Вадим решает заключить с Машей фиктивный брак. Он не знает, как на это отреагирует сама Маша. Тем временем весь педагогический коллектив, а также Веник с Дашей ломают голову над одним заданием из олимпиады по русскому языку для 4 класса.                                                                                       | 1 ноября 2011   |
| 8 (358)  | Маша больше не хочет выходить замуж за Вадима, после того как узнаёт его фамилию. А из-за Кати служебная рация и мобильный Ильи уничтожены, но как потом оказывается, небезвозвратно — Веник помогает другу. После этого Полежайкин сможет прослушивать все телефонные разговоры в радиусе 110 метров. | 2 ноября 2011   |
| 9 (359)  | Вадим не прощает Машу и игнорирует её. Помощь бабушки и Эдуарда не решает проблемы. В итоге Вадим заключает фиктивный брак с Катей. Тем временем Веник пытается доказать Даше, что он не тряпка: Жихарёва предлагает ему напиться и показать, кто в доме хозяин. Но уже на следующий день Даша окончательно берёт Веника под свой контроль. | 3 ноября 2011   |
| 10 (360) | Маша и Полежайкин узнают, с кем заключил брак Вадим. Но это ещё не самое страшное — самое страшное то, что Зина теперь сделает всё, чтобы сохранить молодую семью. А гениальное изобретение Веника попадает в руки Профессора Галины Сергеевны. Уж он то не замедлит им воспользоваться, ведь этот прибор по водяным знакам «отыскивает» деньги. | 7 ноября 2011   |
| 11 (361) | Отныне Катя будет жить вместе с Вадимом в общаге, а Илье Зина запрещает встречаться со своей дочерью. Тем временем у бабушки ломается чуть ли не вся бытовая техника, как она говорит Даше с Веником. Однако скоро с помощью Пуговки они выясняют, что Антонина Семёновна играет в карты на деньги на одном из сайтов. | 8 ноября 2011   |
| 12 (362) | Вадим прячется от Зины в квартире Маши и Гали. Даша с Веником тем временем играют в карты с Антониной Семёновной сначала «в сухую», а затем и на печенья. Дальнейший приход Полежайкина делает игру ещё азартней. | 9 ноября 2011   |
| 13 (363) | Веник только и делает, что всеми днями занимается наукой — это беспокоит Дашу, ведь он перестаёт на неё обращать внимание. Зина предъявляет Вадиму требование: в обмен на развод он должен возместить ей моральный ущерб. Вот только эта сумма непосильна для Вадима. И лишь служебное положение Ильи помогает прийти сторонам к консенсусу. | 10 ноября 2011  |
| 14 (364) | Даша начинает действовать радикально — она готова проверить, обратит ли Веник, вообще, внимание на то, как с ней будет флиртовать Эдуард. Зина пытается снова свести Илью с Катей. А Вадим сменил фамилию. | 11 ноября 2011  |
| 15 (365) | Маша из двух зол пытается выбрать меньшее: какую фамилию Вадима после их свадьбы ей взять — Загогулько или Небаба. Эта история опять заканчивается тем, что свадьба срывается. А Пуговка во время похода в цирк купила котёнка, но Илья утверждает, что это вовсе не котёнок, а маленькая рысь, которая совсем недавно пропала в этом самом цирке. Пуговку подозревают в краже. В поисках рыси в квартиру Даши и Веника приходит дрессировщик.                                             | 14 ноября 2011  |
| 16 (366) | Режиссёр предлагает Маше стать ей вместе с Вадимом «подопытными кроликами». Благодаря этому Маша теперь в титрах будет указываться не только как актриса, но и как сценарист и даже креативный продюсер. Тем временем Катя пытается добиться прощения у Ильи. Вскоре, выясняется, что «путь через желудок» не подойдёт, нужно искать какой-нибудь другой путь. | 15 ноября 2011  |
| 17 (367) | Олигарх Федотов, занимающий 103 место в списке «Forbes Россия», намерен войти в сотню. Он рассчитывает на помощь Галины Сергеевны, но та не хочет возвращаться в бизнес, а собирается продолжить свою научную деятельность. И тогда Федотов «покупает» у Профессора Галину Сергеевну. Вадим узнаёт про «роман» Маши с режиссёром, а Даша с Эдуардом сегодня пойдут на ночное дежурство в школу. Веник и Людмила Михайловна подозревают своих супругов в измене.                            | 16 ноября 2011  |
| 18 (368) | Галина Сергеевна приходит в лабораторию и узнаёт, что она уволилась отсюда «по собственному желанию». Эдуард пытается добиться прощения у Людмилы Михайловны, что оказывается совсем непросто, ведь та придумала для своего супруга задание прочитать книгу одного из бульварных издательств, в которой более тысячи страниц. | 17 ноября 2011  |
| 19 (369) | Федотов покупает институт, в котором работает Галя, а Профессор становится её лаборантом. Отныне отдел Галины Сергеевны посвящён одной цели — наука должна приумножить богатства олигарха. Эксперимент, проводимый режиссёром и Машей, обретает счастливый финал, следовательно, и «Короткая любовь» заканчивается оглушительным хэппи-эндом. Учителя стали замечать, что Пуговка — слишком гиперактивный ребёнок. Воспитать усидчивость не помогают даже шахматы с Веником.               | 18 ноября 2011  |
| 20 (370) | Максим теперь будет работать в отделе Галины Сергеевны, а Людмила Михайловна требует от Эдуарда автомобиль. «Короткая любовь» удостоилась премии журнала «Мыло», и Маша участвует в церемонии награждения. | 18 ноября 2011  |

### Сезон 19
| № серии  | Описание серии | Премьера         |
| -------- | --- | ---------------- |
| 1 (371)  | Всё семейство Васнецовых переезжает в новый дом. Семья большая, и без конфликтов, конечно, в ней не обойтись (Даша не хочет готовить на всю семью, а Маша, Галина Сергеевна и Пуговка делят комнаты). На помощь приходит Папа, ведь он профессиональный психолог. Приезжает Женя. Вскоре все осознают плюсы совместного проживания. | 3 сентября 2012  |
| 2 (372)  | Начало совместной жизни. За роль «альфа-самца» в борьбу с Веником вступает Папа. Мама воспитывает своих дочерей, но Маша считает себя взрослой и её не надо воспитывать. Маша бросает Маме вызов, однако, после этого она вынуждена прятаться в комнате Даши. В результате Галина Сергеевна и Женя срочно покупают собаку, а Веник извиняется перед Папой. | 4 сентября 2012  |
| 3 (373)  | Маша никак не может расстаться с одним парнем. И вот она решает воспользоваться очередным методом: избавиться от поклонника с помощью ребёнка Даши. В результате она знакомится с Сергеем Лазаревым. Папу не взяли на работу в ГазРосНефть, Галина Сергеевна и Женя узнают об этом первыми и теперь не знают, как сказать об этом Папе, чтобы он сильно не огорчился. Граф постоянно грызёт обувь Веника. Пуговка и Веник придумывают свои способы отучения домашнего питомца от этой «вредной привычки». | 5 сентября 2012  |
| 4 (374)  | Папа наконец-таки находит работу: отныне он личный психолог Олигарха, а Маша устраивается в театр. Женя предлагает Венику заниматься утренней гимнастикой на пляже. Однако, Даша начинает ревновать своего мужа к местным красавицам. | 6 сентября 2012  |
| 5 (375)  | Желая избавиться от «семейного рабства», Папа и Веник решают построить баню. В ответ Даша и Мама придумывают свои тактики принуждения мужей к их домашним обязанностям. Тем временем Маша, Женя, Галя и Пуговка пытаются дрессировать собаку на пляже. | 10 сентября 2012 |
| 6 (376)  | Гражданский муж Тамары жуткий ревнивец. И вот он решает познакомиться с начальниками Тамары. В результате Папе приходится спасать от ревнивца своего друга Антонова, а Антонову приходится делать предложение своей любовнице. Маша репетирует роль для съёмок в рекламе, а Галина Сергеевна, после долгого перерыва, посещает занятия в Академии МВД. Сегодня она должна будет стрелять из гранатомёта.                                                                                                  | 11 сентября 2012 |
| 7 (377)  | Чтобы понять, в чём заключается простое человеческое счастье, Олигарх приходит в гости к Васнецовым. Папе выпадает сложная задача — собрать за общий стол «дружную» семейку. Мама узнаёт, что у Маши нет никаких ночных репетиций, а Галина Сергеевна пытается уединиться, чтобы подготовиться к экзамену. | 12 сентября 2012 |
| 8 (378)  | Олигарх отныне живёт в бане, Папа решает его психологические проблемы. Предмет переживаний Федотова на этот раз — то, что с ним все соглашаются. Пуговка начинает вести себя как «маленький аллигатор». Тем временем Галина Сергеевна переходит в другой, биологический институт, на кафедру к Бабушке, лишая ту работы. В результате все проблемы решает Олигарх. | 13 сентября 2012 |
| 9 (379)  | Васнецовы играют в «Монополию» вместе с Олигархом. Галина Сергеевна решает познакомиться с парнем и встречает Иржи. | 17 сентября 2012 |
| 10 (380) | Маша учит Галину Сергеевну, как нужно знакомиться с парнями. Даша, чтобы отвлечь Веника от учёбы, готовит для него романтический ужин. Мама тоже хочет продемонстрировать зятю свои кулинарные таланты. А вот Папа страдает от голода. | 18 сентября 2012 |
| 11 (381) | Галина Сергеевна не может рассказать маме, как она познакомилась с Иржи. Теперь, чтобы попасть с ним на свидание, она учится у Даши врать маме. В результате Галя, Даша и Папа отправляются в Российскую государственную библиотеку. К Олигарху приходит совесть и теперь он не знает, что с ней делать. В итоге, ему приходится всё-таки сделать хоть какую-то часть работы, но своими руками: он вместе с Женей и Машей озеленяет участок Васнецовых.                                                   | 19 сентября 2012 |
| 12 (382) | К Венику приезжает мать. Она считает, что Веник с Дашей должны жить отдельно, и снимает им квартиру. Маша тоже твёрдо решила съезжать. Между тем Галина Сергеевна с Женей устраивают для Аэлиты Степановны экскурсию по Москве. | 20 сентября 2012 |
| 13 (383) | Чтобы купить платье и косметику для свидания с Иржи, Гале приходится вновь работать на Олигарха, правда теперь втайне от Папы. А Федотов тем временем завершает трудотерапию под руководством Папы, и Папа лишается заработка. Мама возвращает Папе уверенность в себе с помощью ссоры Веника и Даши. Маша и Женя делят между собой старую папину машину, а Пуговка «хранит» секрет Даши. | 24 сентября 2012 |
| 14 (384) | Галина Сергеевна вынуждена познакомить Иржи с Ильёй, при этом представляет Илью в качестве своего брата. Женя учит Машу танцевать чечётку, Веник с Пуговкой сооружают будку для Графа, а Даша пытается выспаться. | 25 сентября 2012 |
| 15 (385) | Федотов собирается построить яхт-клуб на месте пляжа неподалёку от посёлка «Лохово», против чего выступают его жители. Организаторами митинга становятся сёстры Васнецовы. Тем временем Полежайкин продолжает играть роль брата Галины Сергеевны: сегодня Иржи, чтобы стать её «хахалем», должен будет пройти одно испытание. | 26 сентября 2012 |
| 16 (386) | Бабушка собирается познакомить Галину Сергеевну со своим знакомым аспирантом. Но Гале нужно идти на свидание с Иржи, поэтому с бабушкиным аспирантом знакомиться идёт Даша. А у Папы появляются клиенты: этажом выше открывается клиника пластической хирургии, а её клиентам перед операцией, как известно, нужно пройти сеанс психотерапии. | 27 сентября 2012 |
| 17 (387) | Олигарх дарит Васнецовым семейного доктора, который, благодаря своему профессионализму, производит сильное впечатление на женскую половину семьи. Папа ревнует и пытается дискредитировать доктора в глазах домашних, а Маша хочет завоевать внимание доктора, используя Женю. | 19 ноября 2012   |
| 18 (388) | Женя уже выздоровела, но вынуждена по-прежнему ходить на приёмы к доктору. Причина тому — Маша. Соне исполняется год, Даша и мама готовятся к её дню рождения. Веник придумывает «выгуливатель» для собак. Тем временем Маша придумывает план, как спасти Юру от навязчивой поклонницы. | 20 ноября 2012   |
| 19 (389) | Галина Сергеевна по приглашению Иржи идёт на Венский бал. На балу появляется вездесущий Олигарх. Маша и Женя приглашают Юру в ресторан. Чтобы очаровать доктора, Маша использует Полежайкина и его сокурсников из Академии МВД. | 21 ноября 2012   |
| 20 (390) | Галина Сергеевна знакомит Иржи с семьёй, но не в качестве своего парня. Маша, чтобы произвести впечатление на Юру, уговаривает Женю пригласить того в театр. | 22 ноября 2012   |

### Сезон 20
| № серии  | Описание серии | Премьера       |
| -------- | --- | -------------- |
| 1 (391)  | Жене нравится Юра, но она не хочет поступить предательски по отношению к Маше. Олигарха преследуют журналисты, в результате Папе приходится выдавать себя за стоматолога и «лечить зубы» Федотову. Галя придумывает способ общения с Иржи при маме. Правда, исключительно на немецком. | 26 ноября 2012 |
| 2 (392)  | Женя вновь уезжает на учёбу в Америку. Маша переживает, что уже третий раз у неё уводит парня сестра. Поговорив с Мамой, она переключается на «учителя немецкого». В итоге, Галина Сергеевна всё рассказывает Маме про Иржи. Тем временем Веник помогает Папе разместить в Интернете рекламу услуг психологической клиники Васнецова. Однако, реклама приводит к неожиданным последствиям: Папу принимают за киллера.            | 27 ноября 2012 |
| 3 (393)  | Маша стыдится сказать маме о том, что снялась в судебной телепередаче в роли воровки, мотивируя это тем, что подобные роли недостойны актрис. А вот Жихарёва всерьёз воспринимает Машу воровкой и едет в Лохово во всём разобраться. По ошибке ЗАГСа брак Даши и Веника признан недействительным. Веник готовит романтический сюрприз, но Даша по-своему трактует поведение «бывшего мужа».                                      | 28 ноября 2012 |
| 4 (394)  | Папа замечает странное поведение Гали и Ильи и думает, что они вновь встречаются. Тем временем новый режиссёр театра Рубинштейн предлагает Маше и её конкурентке стать ведущими детского телевизионного шоу. | 29 ноября 2012 |
| 5 (395)  | Папа хочет освежить отношения с Мамой, в результате чего они попадают в полицию. Олигарх, одержимый желанием делать добрые дела, устраивает Сонечку, дочку Даши и Веника, в элитный детский садик. Но забывает им об этом сообщить. | 3 декабря 2012 |
| 6 (396)  | Чтобы донести до Папы правду об Иржи, Галина Сергеевна и Мама отправляют их вдвоём на рыбалку. В результате у Папы появляются проблемы с законом и ему приходится разбираться с рыбнадзором. Маша продолжает переживать, что у неё нет парня. По совету Веника Даша ведёт старшую сестру в «клуб знакомств», где соперничает с ней за мужское внимание. Пуговка борется за верность Булкина.                                     | 4 декабря 2012 |
| 7 (397)  | Папа пытается извиниться перед Галиной Сергеевной за то, что посадил её под домашний арест. А сама она хочет извиниться перед Иржи и едет в посольство. Маше предлагают роль девушки Бонда, и она решает уйти из театра ради карьеры кинозвезды. | 5 декабря 2012 |
| 8 (398)  | После отъезда Иржи проходит 2 месяца. Галина Сергеевна по-прежнему пытается его забыть. Пуговка идёт в 5 класс и своим хитрым методом «заставляет» Галю писать за неё все сочинения. На съёмках сериала Маша завязывает знакомство со сценаристом, пытаясь превратить, тем самым, свою эпизодическую роль в более значительную. Даша и Веник создают от имени Папы сайт психологической помощи. Их клиентом становится сам Папа. | 6 декабря 2012 |
| 9 (399)  | В Лохово приезжает мама Веника. Надеясь избавиться от неё, Даша делает свекрови подарок. Однако, итог получается совсем другим — уезжает мама Даши. Маша отправляется на сеанс психологического тренинга, и чтобы понравиться симпатичному парню, придумывает историю о своём «тиране-отце». | 15 апреля 2013 |
| 10 (400) | Васнецовы не хотят находиться в своём собственном доме. И всё из-за того, что мама Веника целыми днями слушает классическую музыку. В результате Даша и Папа бродят по улице в поисках малобюджетных развлечений, а Веник соглашается в качестве мужа пойти с Машей на встречу с её подругами. | 16 апреля 2013 |
| 11 (401) | Маша боится признаться Папе, что это именно она повредила его машину. Папа думает на соседа и затевает с ним войну. Мама Веника учит Дашу «быть женой» и советует метод, как сделать из мужа подкаблучника. Даша вживается в роль, а вот Аэлите Степановне кажется, что она уже перебарщивает. | 17 апреля 2013 |
| 12 (402) | Даша хочет доказать маме Веника, что она способна получить образование, и уже через 3 дня Даша получает диплом массажистки. Она арендует кабинет Антонова, который в данный момент в отпуске. В отсутствие жены Венику приходится сидеть дома с ребёнком. А к Папе приходит налоговый инспектор, но в качестве пациента. | 18 апреля 2013 |
| 13 (403) | Мама Веника пытается навести свой порядок не только в доме Васнецовых, но и во всём посёлке. Неисправная канализация становится поводом её конфликта с председателем ТСЖ. Папа и Даша соревнуются на работе по количеству клиентов и добавляют друг другу лишних проблем. | 22 апреля 2013 |
| 14 (404) | Даша расстроена: Сонечка произнесла своё первое слово — «мама», но назвав при этом так маму Веника. И теперь Даша, чтобы больше времени проводить с дочкой, берёт её с собой на работу. К Папе тем временем обращается клиент, жена которого не хочет иметь детей. А Маша и мама Веника соревнуются в том, кто из них подыщет «более подходящего» парня Галине Сергеевне.                                                        | 22 апреля 2013 |
| 15 (405) | Мама Веника уезжает домой. Веник ревнует Дашу к пациенту. Чтобы жена была «под присмотром», он устраивается секретарём к Папе. Проводя время с Павлом Сергеевичем, Галина Сергеевна, тем не менее, продолжает думать об Иржи. Чтобы помочь сестре переключиться на Павла, Маша организует спектакль с участием гопников. | 23 апреля 2013 |
| 16 (406) | Мама благодаря своим кондитерским талантам устраивается на работу, что ей приносит не только удовольствие, но и деньги. Боясь задеть самолюбие мужа, она ему ничего не рассказывает. А Папа неправильно понимает поведение супруги, пытается вспомнить, какую важную дату их с Людой брака он забыл. Галина Сергеевна хочет объясниться с Иржи и для этого ищет «случайной» встречи с ним.                                       | 24 апреля 2013 |
| 17 (407) | Папа осваивает новую психологическую методику — ставить время «на паузу». Галина Сергеевна встречается и с Павлом Сергеевичем, и с Иржи; её мучит чувство вины. Маша пытается отбить у Гали Павла Сергеевича. А Бабушка приходит к Васнецовым в тех янтарных украшениях, которые Веник подарил Даше (она их передарила Бабушке). Даша боится, что Веник обо всём догадается.                                                     | 25 апреля 2013 |
| 18 (408) | В последнее время Папа и Веник стали зарабатывать меньше своих жён. Мама и Даша решают их подбодрить: в результате и Папа, и Веник получают довольно странных заказчиков. Маша, используя опыт одного известного театрального актёра, становится оператором на телефоне доверия. | 26 апреля 2013 |
| 19 (409) | Даша, устав от размеренной семейной жизни, предлагает Венику ролевую игру. Они договариваются встретиться в клубе, однако в действительности встречи не получается, а виной всему возникшие непредвиденные обстоятельства. Иржи готовится ко дню признания в любви. Галина Сергеевна узнаёт об этом, однако именно в этот день её вызывают на дежурство.                                                                         | 29 апреля 2013 |
| 20 (410) | Под руководством Бабушки женская половина семьи Васнецовых лепит пельмени. Пуговка теряет кольцо Даши и пытается найти его в одном из пельменей. Папу преследует череда неудач, Тамара помогает ему снять «порчу». К Иржи приезжают родители: они нашли ему невесту и хотят, чтобы он женился именно на ней. | 30 апреля 2013 |

## Саундтрек
Создателями и аранжировщиками заглавной песни «Папины дочки» являются братья Кристовские (группа «Uma2rmaH»). Иногда в качестве музыкального оформления выступают классические произведения известных композиторов — Гайдна (46), Рахманинова (46), Шопена (181), Бетховена (182), Глинки (187), Штрауса (386, 399, 400), Чайковского (389, 397, 400), Вагнера (403) и других. Некоторые из использованных в сериале песен были специально придуманы для «Папиных дочек»: например, песня о школе (блатняк из 91 серии), «Одуванчики» (168, 185, 197) и её различные кавер-версии — в стиле рока (205), шансона (238), бардовской песни (262).
| Исполнитель                  | Название композиции                                                                 |
| ---------------------------- | ----------------------------------------------------------------------------------- |
| Uma2rmaH                     | Папины дочки (заглавная песня сериала) Проститься (79 серия)                        |
| Шмели                        | Печаль                                                                              |
| Akado                        | Kuroi Aida                                                                          |
| Сергей Лазарев               | TV or Radio Girlfriend Almost Sorry (Зачем придумали любовь) Lost Without Your Love |
| Игра слов                    | На банане                                                                           |
| Дмитрий Юрич                 | Возвращение ангела                                                                  |
| Тимати                       | У нас в клубе (126, 181 серии)                                                      |
| Jukebox trio                 | Я-я-я (331 серия)                                                                   |
| Народная                     | La Bamba (376 серия)                                                                |
| DJ Smash                     | Moscow Never Sleeps (377, 379, 380, 383 серии) Волна (409 серия)                    |
| Betty Boop Lovers            | I Need Only You (393 серия)                                                         |
| L-Tune                       | Daddy (395 серия)                                                                   |
| MatreShki Girls feat MC Zali | Это наша ночь (395, 409 серии)                                                      |

## Рейтинг сериала в России
В 2008—2009 годах проект был лидером среди российских ситкомов. На пике популярности «Папины дочки» находились в 2008 году — средняя доля премьерных серий по аудитории «все 6—54» тогда была феноменальной — на уровне 19,9 % (рейтинг 5,0 %). В 2009-м — доля 15,6 % (рейтинг 3,4 %), в 2010-м — 13 % (рейтинг 2,4 %), а в 2011 году — 11,4 % (рейтинг 1,8 %). Несмотря на снижение показателей, сериал всегда оставался одним из самых рейтинговых проектов канала и продолжал удерживать долю выше средней доли СТС. «Папины дочки. Суперневесты» в 2012 году стартовали с долей 14,1 %, рейтингом 4,0 % (первые 3 серии).
Обозреватель «Кино-театр.ру» Максим Гревцев отметил, что зрительский успех телесериала обусловлен рядом факторов. В частности, при создании проекта был точно определён его формат: «Беспроигрышный комедийный троп в корне истории, простое несоответствие социальным ролям… <…> отец-одиночка и его семейство, не совсем понимающее, как сводить концы с концами и просто взаимодействовать между собой в нерезиновой московской „трёшке“». Персонажи телесериала нацелены на разные целевые аудитории: «Родители могли следить за Васнецовым и его взаимодействием со взрослым миром: тёщей Антониной Семёновной, стоматологом-собутыльником Антоновым, секретаршей Тамарой. Зрителям помладше предоставлялся выбор из пяти детей разного возраста, а через них — к типично возрастным проблемам от взаимоотношений с противоположным полом до учёбы и дурачеств незабвенного „Ералаша“». Максим Гревцев подчёркивает, что сценаристы сериала задействовали обширный спектр шуток, а также прописывали в сценарии отсылки к актуальным событиям реальной жизни российского общества.

## Награды сериала
|     | Название премии                                                                            | Победа в номинации                                 | Обладатель премии                                                                   |
| --- | ------------------------------------------------------------------------------------------ | -------------------------------------------------- | ----------------------------------------------------------------------------------- |
| 1.  | «ТЭФИ 2008»                                                                                | «Ситком»                                           | «Папины дочки»                                                                      |
| 2.  | «ТЭФИ 2008»                                                                                | «Продюсер телевизионного художественного сериала»  | Вячеслав Муругов, Александр Роднянский и Константин Кикичев                         |
| 3.  | Премия «Женщина года 2008» (по версии журнала «Glamour»)                                   | «Команда года»                                     | Мирослава Карпович, Настя Сиваева, Даша Мельникова, Лиза Арзамасова и Катя Старшова |
| 4.  | Премия в области аудиовизуальных искусств для детей и юношества «Звёздный мост» (2008 год) | «Телесериал для детей и юношества»                 | «Папины дочки»                                                                      |
| 5.  | Народная премия «Телезвезда» 2009 (Украина)                                                | «Любимый актёр»                                    | Андрей Леонов                                                                       |
| 6.  | «ТЭФИ 2009»                                                                                | «Ситком»                                           | «Папины дочки»                                                                      |
| 7.  | «ТЭФИ 2009»                                                                                | «Сценарист телевизионного художественного сериала» | Алексей Троцюк и Виталий Шляппо                                                     |
| 8.  | Премия «Женщина года 2009» (по версии журнала «Glamour»)                                   | «Улыбка года»                                      | Нонна Гришаева                                                                      |
| 9.  | Народная премия «Телезвезда» 2010 (Украина)                                                | «Любимый сериал»                                   | «Папины дочки»                                                                      |
| 10. | Народная премия «Телезвезда» 2011 (Украина)                                                | «Любимая актриса»                                  | Нонна Гришаева                                                                      |

## Съёмочная группа
| Генеральные продюсеры: - Вячеслав Муругов (все сезоны) - Александр Роднянский (1—10 сезоны, до 190 серии) Продюсеры: - Константин Кикичев (1—18 сезоны) - Денис Жалинский (19—20 сезоны) - Эдуард Илоян (19—20 сезоны) - Алексей Троцюк (19—20 сезоны) - Виталий Шляппо (19—20 сезоны) Исполнительные продюсеры: - Татьяна Давтян (1—18 сезоны) - Татьяна Плешанова (1—7 сезоны) - Дмитрий Гуляев (1—2 сезоны) - Михаил Ткаченко (19—20 сезоны) - Елена Логинова (19—20 сезоны) Креативные продюсеры: - Ирина Васильева (1—14 сезоны) - Артём Логинов (1—14 сезоны) - Станислав Гунько (19—20 сезоны) Линейный продюсер: - Максим Лещенко (1—18 сезоны) Режиссёры-постановщики: - Александр Жигалкин (1—12, 15—16 сезоны) - Сергей Алдонин (1—14 сезоны) - Ирина Васильева (1—2 сезоны) - Валентин Козловский (2, 6 сезон) - Эдуард Радзюкевич (3 сезон) - Аглая Курносенко (4 сезон) - Артур Богатов (7 сезон) - Иван Агапов (12—14 сезоны) - Карен Захаров (15—18 сезоны) - Кирилл Папакуль (19 сезон) - Ольга Субботина (20 сезон) Телевизионные режиссёры: - Олег Смольников (1—4 сезоны) - Карен Захаров (1—4, 15 сезоны) - Артур Богатов (5—14 сезоны) - Александр Кротов (5 сезон) - Артур Румынский (16—18 сезоны) Операторы-постановщики: - Сергей Поляков (1 сезон) - Сергей Песок (1—18 сезоны) - Вячеслав Быстрицкий (19—20 сезоны) Композиторы: - Вячеслав Баканов (1—18 сезоны) - Иван Канаев (19—20 сезоны) | Руководители сценарных групп: - Алексей Троцюк (1—16 сезоны) - Виталий Шляппо (1—16 сезоны) - Вячеслав Дусмухаметов (1—3 сезоны) - Леонид Купридо (17—18 сезоны) Сценарий: - Александр Трофимов (1—16, 19—20 сезоны) - Наталья Трофимова (3—9 сезоны) - Олег Трофимов (8 сезон) - Александр Гаврильчик (1—12 сезоны) - Андрей Дерьков (2—12 сезоны) - Андрей Канойко (2—12 сезоны) - Максим Туханин (1 сезон) - Руслан Сорокин (1, 4—5 сезоны) - Кирилл Керзок (4—5 сезоны) - Илья Полежайкин (1—5 сезоны) - Антон Косьмин (1—5 сезоны) - Максим Вахитов (1—2 сезоны) - Антон Колбасов (1—2 сезоны) - Евгений Соболев (1 сезон) - Антон Морозенко (1, 3 сезоны) - Дмитрий Пермяков (1—3 сезоны) - Денис Хорошун (1—3 сезоны) - Марат Дулатов (2 сезон) - Василий Земзюлин (1—3, 5—9 сезоны) - Аскар Бисембин (1 сезон) - Дмитрий Белавин (2—9 сезоны) - Иван Забегаев (2—9 сезоны) - Артём Лемперт (4 сезон) - Станислав Староверов (4 сезон) - Павел Орешин (4—6 сезоны) - Ильхам Рысаев (4—6 сезоны) - Роман Бородавкин (6—8, 19—20 сезоны) - Константин Гарбузов (6—8, 19—20 сезоны) - Дмитрий Луговцов (6—8 сезоны) - Дмитрий Данилов (7 сезон) - Илья Петрухин (7 сезон) - Димитрий Ян (7—9 сезоны) - Павел Данилов (7—9 сезоны) - Игорь Тудвасев (7—9 сезоны) - Максим Донченко (9—14, 16—18 сезоны) - Александр Булынко (17—18 сезоны) - Сергей Олехник (17—18 сезоны) - Александр Тыкун (17—18 сезоны) - Сергей Сазонов (19—20 сезоны) - Дмитрий Матросов (19—20 сезоны) - Кирилл Соловьёв (19—20 сезоны) - Дмитрий Крепчук (19—20 сезоны) - Алексей Зуёнок (19—20 сезоны) - Александр Косьянов (19 сезон) |

## Факты
- На протяжении 266 серий Ольга Волкова (исполнительница роли Антонины Семёновны) носила парик, и только с 267 серии она впервые появляется со своими натуральными волосами. С 15 сезона Ольга Волкова вновь стала сниматься в парике[28].
- Каждая первая серия почти всех сезонов начинается последними кадрами предыдущей — последней серии предыдущего сезона, но это не просто повтор, а заново переснятая сцена.
- Имя персонажа — Ильи Полежайкина, — заимствовано у одного из сценаристов сериала, бывшего игрока команды КВН «ЛУНа», который также снимается в ситкоме в роли Филиппа, брата Ильи.
- В сериале снимались почти все актёры (кроме Ирины Медведевой) скетч-шоу «6 кадров»: Эдуард Радзюкевич (Эдуард Владимирович Радуевич, директор ООО «ППП!»), Галина Данилова (Галина Сергеевна Полежайкина — 125, 147, 148, 185), Фёдор Добронравов (Анатолий Тютчев, двоюродный брат Сергея Алексеевича — 91, 267), Сергей Дорогов (Иван, бард, клиент Сергея Алексеевича — 23), Андрей Кайков (работник министерства образования — 59), Александр Жигалкин (Сан Саныч, директор «Радио-Активного»).
- В «Большой разнице», в первой пародии на «Папиных дочек», Машу играла Нонна Гришаева, которая сама к тому времени уже начала сниматься в сериале. Примечательно, что в эфире пародия с участием Нонны была показана на следующий день после трансляции первой серии с участием актрисы.

## Адаптация телесериала в Германии
«Папины дочки» — первый российский сериал, право на адаптацию которого купил зарубежный телеканал. Немецкий «Das Vierte» приступил к съёмкам сериала «Полный дом дочек» (нем. Ein Haus voller Töchter) весной 2009 года. Показ стартовал 19 августа 2010 года и завершился 14 октября 2010 года. Проект был закрыт из-за низких рейтингов после первого сезона, состоящего из 35 серий. Главные причины провала: плохо адаптированные сценарии и неудовлетворительная игра актёров.

## Серия книг
Осенью 2008 года издательство «Росмэн» начало публикацию книг серии «Папины дочки». Всего было издано пять книг, основанных на литературном сценарии начальных 44-х серий телесериала: «Папины дочки», «Папины дочки. Осторожно — дети!», «Папины дочки. Дела сердечные», «Папины дочки. Миллион долларов и другие неприятности», «Папины дочки. Ребёнок для аллигатора», причём порядок глав литературной адаптации отличается от оригинала, а некоторые эпизоды расширены и дополнены репликами. Автор книг — писатель, журналист, редактор Наталья Аверкиева.

## Игры
В декабре 2009 года компания HeroCraft разработала, а компания Alawar Entertainment издала казуальную PC-игру «Папины дочки». В марте 2011 года компания HeroCraft выпустила продолжение PC-игры под названием «Папины дочки едут на море».